# Liste der Kulturdenkmale in Groitzsch

Wappen von Groitzsch

In der Liste der Kulturdenkmale in Groitzsch sind die Kulturdenkmale der sächsischen Stadt Groitzsch verzeichnet, die bis Mai 2025 vom Landesamt für Denkmalpflege Sachsen erfasst wurden (ohne archäologische Kulturdenkmale). Die Anmerkungen sind zu beachten.
Diese Aufzählung ist eine Teilmenge der Liste der Kulturdenkmale im Landkreis Leipzig.

## Groitzsch
| Bild                                    | Bezeichnung | Lage                                         | Datierung | Beschreibung | ID       |
| --------------------------------------- | --- | -------------------------------------------- | --- | --- | -------- |
|                                         | Straßenbrücke über die Schwennigke (Marienbrücke) | (Flurstück 547) (Karte)                      | 1879 | Die zweibogige Steinbrücke über die Schwennigke auf der alten Verbindungsstraße Groitzsch–Pegau ist von verkehrsgeschichtlicher Bedeutung und besteht aus Bruchsteinmauerwerk (Sandstein), sie hat Flachbögen und ein Konsolfries, die Geländer sind nicht original. | 09305052 |
| Weitere Bilder                          | Wiprechtsburg (Sachgesamtheit) | (Flurstücke 1/1, 1/2 und 1/3) (Karte)        | Um 1100 | Sachgesamtheit Wiprechtsburg, Burgruine, mit Burgkapelle, Fragment eines Rundturms und Sammlung von Meilensteinen, Gedenksteinen und Spolien als Einzeldenkmale (09257870) und Erdwall als Sachgesamtheitsteil; wichtige mittelalterliche Burganlage von großer stadt-, regional- sowie baugeschichtlicher Bedeutung und Lapidarium mit verkehrsgeschichtlich bedeutenden Grenz- und Wegesteinen. Fundamente und Mauerreste eines Rundturmes, der Kapelle sowie Wallanlage, Sammlung von Meilensteinen, Spolien, meist Sandstein aus verschiedenen Epochen (Flursteinlapidarium). | 09305077 |
| Weitere Bilder                          | Burgkapelle, Fragment eines Rundturms und Sammlung von Meilensteinen, Gedenksteinen und Spolien (Einzeldenkmale der Sachgesamtheit 09305077)              | (Flurstücke 1/1, 1/2 und 1/3) (Karte)        | Um 1100 | Einzeldenkmale der Sachgesamtheit Wiprechtsburg; eine teilrekonstruierte Burgkapelle über einem Kreisgrundriss mit kreisförmiger Apsis, ein Rundturmfragment in Bruchsteinmauerwerk bis ca. 3 m hoch, als Reste einer wichtigen hochmittelalterlichen Burganlage von großer stadt-, regional- sowie baugeschichtlicher Bedeutung- und Lapidarium mit verkehrsgeschichtlich bedeutenden Grenz- und Wegesteinen. Fundamente und Mauerreste eines Rundturmes, der Kapelle sowie Wallanlage, ca. 25 alte Meilensteine, Spolien, meist Sandstein aus verschiedenen Epochen. | 09257870 |
| Direkt Bild zu diesem Denkmal hochladen | Schulgebäude in geschlossener Bebauung (Bürgerschule) | Altenburger Straße 2a, 2b (Karte)            | Bezeichnet mit 1864 | Markanter Baukörper mit schlichter, biedermeierlicher Putzfassade, von stadt- und sozialgeschichtlicher Bedeutung. Das Gebäude besitzt drei Geschosse und 19 Achsen, ein Sandsteinportal und Fenstergewände aus Sandstein, Stockgesimse, originale Haustüren, Treppenhäuser. | 09257980 |
|                                         | Ehemalige Feuerwache (Schulgasse 3) und daran angebautes Wohnhaus (Altenburger Straße 2c) in geschlossener Bebauung und in Ecklage zur Altenburger Straße | Altenburger Straße 2c (Schulgasse 3) (Karte) | Um 1925 | Markanter, straßenbildprägender Putzbau in typischen Formen der 1920er Jahre mit expressionistischen Stilanklängen, bau- und ortsgeschichtlich von Bedeutung. Die Gebäude bestehen aus zwei und vier Geschossen in unregelmäßigen Achsen, ein halbrunder Vorbau mit Ausfahrttoren, die Putzfassade mit Sandsteingliederung, originale Tore, Laternen, teils auch originale Fenster, Fenstergitter, ein fünfgeschossiger Schlauchturm. | 09257981 |
| Direkt Bild zu diesem Denkmal hochladen | Wohnhaus in geschlossener Bebauung | Altenburger Straße 6 (Karte)                 | Um 1830 | Das Gebäude mit Fachwerk-Obergeschoss ist ein Zeugnis der kleinstädtischen Ortsbebauung in vorindustrieller Zeit, ortsentwicklungs- und baugeschichtlich von Bedeutung. Es besitzt zwei Geschosse, fünf Achsen, das Erdgeschoss massiv, im Obergeschoss offenliegendes Fachwerk. | 09257985 |
| Direkt Bild zu diesem Denkmal hochladen | Wohnhaus in halboffener Bebauung | Altenburger Straße 13 (Karte)                | Datiert 1801 (Türsturz) | Der verputzte Fachwerkbau ist eines der ältesten Wohngebäude am Ort, ursprünglich als Teil der unmittelbaren Vorstadtbebauung und besitzt heimat- und baugeschichtliche Bedeutung. Das Gebäude hat zwei Geschosse, drei Achsen, rückwärtig ein abgeschlepptes Dach, das Erdgeschoss besteht teils aus Fachwerk, teils massiv, das Obergeschoss aus Fachwerk, insgesamt verputzt. Bestand: Reste Bohlenstube mit Türsturz (Eiche) bezeichnet und datiert mit „CGVBM (Stern) IGMBM/ 18 01“, Holzdecke mit profiliertem Unterzug, Erdgeschoss zum Teil noch mit Fachwerkaußenwand, liegender Dachstuhl zweiteilig, Eingangsteil etwas später mit Windkreuz, anderer Teil unter Pfette mit 45°-Schwert, ein Fachwerkgiebel noch komplett, bei dem anderen fehlt das Oberteil, Hofseite Dach angeschleppt (original?). | 09257982 |
| Direkt Bild zu diesem Denkmal hochladen | Villa | Altenburger Straße 32 (Karte)                | Um 1905 | Gut erhaltene Jugendstilvilla mit Putzfassade, Putzgliederungen und Putzdekor, mit originaler Ausstattung, ortsentwicklungs- und baugeschichtlich von Bedeutung. Das Gebäude besitzt zwei Geschosse in unregelmäßigen Achsen, ein stark gegliederter Baukörper mit Erkern, Risaliten, Giebeln, Wintergarten, Putz mit sparsamer Stuckgliederung, originale Haustür mit Klinke, Windfangtür, Innentüren, Treppenhaus. | 09257813 |
| Direkt Bild zu diesem Denkmal hochladen | Mietvilla | Altenburger Straße 56 (Karte)                | 1906 | Malerischer Putzbau zwischen ausgehendem Historismus und Jugendstil, mit Klinkergliederungen und Zierfachwerk, ortsentwicklungs- und baugeschichtlich von Bedeutung. Das Gebäude besitzt zwei Geschosse mit regelmäßigen Achsen, zwei Mittelrisalite, Eckerker mit Turmaufsatz, Putz-Klinkerfassade mit Blendfachwerkgliederung, originale Innentüren, Treppenhaus. | 09257815 |
| Direkt Bild zu diesem Denkmal hochladen | Mietvilla | Altenburger Straße 58 (Karte)                | Um 1905 | Putzbau in Formen des Späthistorismus mit Jugendstilanklängen mit Klinkergliederungen und Zierfachwerk, ein markanter Stufengiebel, ortsentwicklungs- und baugeschichtlich von Bedeutung. Das Gebäude hat zwei Geschosse, drei Achsen, der Mittelrisalit mit aufwendigem Zwerchhaus, Dachhäuschen, die Putz-Klinker-Fassade mit Stuckgliederung, originale Haustür, Jalousien. | 09257814 |
| Direkt Bild zu diesem Denkmal hochladen | Denkmal für die Opfer des Faschismus (VVN-Denkmal) | Alwin-Schmidt-Straße (Karte)                 | Um 1950 | Die Backsteinstele auf einem Dreieck-Grundriss ist ein Zeugnis der Denkmalkultur in der DDR, zeitgeschichtlich von Bedeutung. Die Backsteinstele auf Dreieck-Grundriss ist mit drei Tafeln aus poliertem schwarzem Granit versehen. | 09257798 |
| Direkt Bild zu diesem Denkmal hochladen | Wohnhaus in offener Bebauung | Alwin-Schmidt-Straße 6 (Karte)               | Um 1880 | Villenartiger Putzbau in Formen der Neurenaissance mit Pilastergliederung im Obergeschoss und mit Bleiglasfenstern, besitzt ortsentwicklungs- und baugeschichtliche Bedeutung. Eine Art Villa mit zwei Geschossen, fünf Achsen, Mittelrisalit, Mansarddach, Bruchsteinsockel, der seitliche Eingang ist mit einem hölzernen Wintergarten überbaut, original sind Haustür, Fenster, Terrazzoboden, seitlich ein Bleiglasfenster, rückwärtig zwei Bleiglasoberlichter erhalten. | 09257797 |
| Direkt Bild zu diesem Denkmal hochladen | Zugang zur Unterführung eines Bahnhofs | Alwin-Schmidt-Straße 7 (bei) (Karte)         | Um 1900 | Die Holzkonstruktion mit originaler Verglasung ist der letzte erhaltene Teil der historischen Bahnsteigbauten des Groitzscher Bahnhofs, orts- und verkehrsgeschichtlich von Bedeutung. | 09257994 |
| Direkt Bild zu diesem Denkmal hochladen | Wohnhaus in halboffener Bebauung | Alwin-Schmidt-Straße 12 (Karte)              | Um 1915 | Putzbau im Reformstil um 1910/1915 mit Putzgliederungen, die seitliche Vorlage mit Erker und Zwerchgiebel, bau- und ortsentwicklungsgeschichtlich von Bedeutung. Das Gebäude besteht aus zwei Geschossen in nicht durchgehenden Achsen, der Seitenrisalit mit Erker und Zwerchhaus, Mansarddach, ein seitlicher Anbau mit Dachterrasse (heute Wintergarten), die Putzfassade mit Putzdekor. Die Haustür ist original erhalten. | 09257799 |
| Direkt Bild zu diesem Denkmal hochladen | Villa | Alwin-Schmidt-Straße 14 (Karte)              | Um 1905 | Stark durchgliederter, repräsentativer Putzbau in den Formen des ausgehenden Historismus und Jugendstils, akzentuierender Putzdekor, Bleiglasfenster, bau- und ortsentwicklungsgeschichtlich von Bedeutung. Ein Geschoss über hohem Sockel (Souterrain), ausgebautes Dach, ein stark gegliederter Baukörper mit seitlichem Turm, Erkern, Risaliten, Zwerghaus, Giebeln, die schlichte Putzfassade mit Natursteinelementen, große Bleiglastreppenhausfenster, eine originale Haustür sowie originale Innentüren. | 09257800 |
| Direkt Bild zu diesem Denkmal hochladen | Villa mit Einfriedung | Alwin-Schmidt-Straße 16 (Karte)              | Um 1910 | Putzbau im Reformstil um 1910 mit sparsamen Putzgliederungen, markanter Eckturm mit geschwungener Haube, ortsentwicklungs- und baugeschichtlich von Bedeutung. Das Gebäude besteht aus zwei Geschossen in nicht durchgezogenen Achsen, das Dach ist ausgebaut, Natursteinsockel, geglättete Putzfassade, stark gegliederter Baukörper, Turm mit Haube, Erker, Risalit, originale Haustür, Einfriedung, Kellerfenstergitter. | 09257801 |
| Direkt Bild zu diesem Denkmal hochladen | Villa | Alwin-Schmidt-Straße 18 (Karte)              | Um 1915 | Ansprechend gestalteter Putzbau im Reformstil um 1915, Putzgliederungen und Putzdekor, verschiedene Anbauten, ortsentwicklungs- und baugeschichtlich von Bedeutung. Zwei Geschosse in regelmäßigen Achsen, kubischer Baukörper mit mehreren Erkern, Walmdach mit großen Fledermausgauben, originale Fenster, Rollläden und Schlagläden, Putz mit Stuckgliederung, seitlicher Portalvorbau mit Kupferabdeckung. | 09257803 |
| Direkt Bild zu diesem Denkmal hochladen | Wohnhaus in offener Bebauung | An der Schnauder 3 (Karte)                   | Um 1810 | Das Gebäude besteht im Kern aus Fachwerkbund ist verputzt, ein weitgehend authentisch erhaltenes Wohnhaus des frühen 19. Jahrhunderts, Zeugnis der historischen Ortsbebauung, ortsentwicklungs- und baugeschichtlich von Bedeutung. Es besteht aus zwei Geschossen mit zwei Achsen und ist giebelständig, das Erdgeschoss ist massiv, das Obergeschoss Fachwerk verputzt. | 09257943 |
|                                         | Wohnhaus (Mühlstraße 32) mit Mühlenanbau (An der Schnauder 14) sowie Nebengebäude eines Mühlenanwesens (Stadtmühle)                                       | An der Schnauder 14 (Mühlstraße 32) (Karte)  | Bezeichnet mit 1805 (Wohnhaus); bezeichnet mit 1928 (Mühle)                                                                                      | Anschaulich erhaltenes Mühlengebäude aus verschiedenen Bauphasen, das Wohnhaus im Obergeschoss Fachwerk, Nebengebäude ebenfalls in Fachwerk, keine technische Ausstattung erhalten, orts- und technikgeschichtlich von Bedeutung. Der Mühlenaltbau besteht aus zwei Geschossen in vier Achsen, Mansarddach, das Erdgeschoss ist massiv, Sandsteingewände, im Obergeschoss offenliegendes Fachwerk, originale Haustür mit Datierung im Keilstein. Der Mühlenanbau aus der Zeit um 1900 besteht aus drei Geschossen in drei Achsen, Backstein verputzt, Treppengiebel. | 09257966 |
| Direkt Bild zu diesem Denkmal hochladen | Mietshaus in geschlossener Bebauung | Angergasse 2 (Karte)                         | Bezeichnet mit 1898 | Das Gebäude besitzt eine historistische Putzfassade mit Putz- und Kunststeingliederungen, Eckerker, Laden in straßenbildprägender Lage, ortsentwicklungs- und baugeschichtlich von Bedeutung. Ein Gebäude mit Tordurchfahrt und Laden und drei Geschossen, 5:1:7 Achsen, ein Eckerker mit Haubendach, Zwerghaus, die Putzfassade mit reicher Stuckgliederung. | 09257868 |
| Direkt Bild zu diesem Denkmal hochladen | Mietshaus in halboffener Bebauung | Bahnhofstraße 8 (Karte)                      | Um 1890 | Mietshaus in halboffener Bebauung mit historistischer Putz-Klinker-Fassade, Putz-, Klinker- und Kunststeingliederungen, Laden, ortsentwicklungs- und baugeschichtlich von Bedeutung. | 09257861 |
|                                         | Ehemaliges Postamt | Bahnhofstraße 10 (Karte)                     | Um 1900 | Das Gebäude besitzt eine späthistoristische Klinkerfassade mit Kunststeingliederungen und ist ein Zeugnis des Postwesens in der wilhelminischen Kaiserzeit, ortsentwicklungs- und baugeschichtlich von Bedeutung. Mit Tordurchfahrt, zwei Geschosse, sieben Achsen, drei Zwerghäuser, Sandsteinsockel, rote Klinker mit Stuckgliederung, originales Tor mit Klinke, Treppenhaus, Wandfliesen, Tür und Klinke, Außen-WC-Türen, Bodenfliesen, Ätzglasscheiben in der Tordurchfahrt. | 09257860 |
| Direkt Bild zu diesem Denkmal hochladen | Mietshaus in geschlossener Bebauung | Bahnhofstraße 12a (Karte)                    | 1909 (nach Auskunft) | Mit Putzfassade im Reformstil um 1910, Putz- und Kunststeingliederungen, Laden, als Eckbau von straßenbildprägender Wirkung bildet das Gebäude zusammen mit Bahnhofstraße 14 und 16 eine zeittypische und ansprechend gestaltete Mietshausgruppe, bau- und ortsentwicklungsgeschichtlich von Bedeutung. Das Gebäude besitzt drei Geschosse, 9/1/3 Achsen, einen Erker, heftiges Sohlbankgesims, ein hölzernes Traufgesims mit Wellenornament, Dachaufbauten, das Dach ist neu, die Fenster im Bereich der Bahnhofstraße neu, im Bereich der Straße acht alt, im Erdgeschoss befinden sich dort noch vier alte Jalousiekastenblenden. | 09257974 |
| Direkt Bild zu diesem Denkmal hochladen | Mietshaus in geschlossener Bebauung | Bahnhofstraße 14 (Karte)                     | 1909 | Mit Laden, Putzfassade im Reformstil um 1910, Putz- und Kunststeingliederungen, bildet zusammen mit Bahnhofstraße 12a und 16 zeittypische und ansprechend gestaltete Mietshausgruppe, bau- und ortsentwicklungsgeschichtlich von Bedeutung. Drei Geschosse, vier Achsen, Fenster neu, alter Laden im Erdgeschoss, dezente Putzgliederung, Traufgesims in Wellenform, gleiche Fassadengestaltung wie Nummer 12a. | 09257864 |
| Direkt Bild zu diesem Denkmal hochladen | Mietshaus in geschlossener Bebauung | Bahnhofstraße 16 (Karte)                     | Um 1910 | Gebäude mit Putzfassade im Reformstil um 1910, Putzgliederungen, Mittenbetonung durch flache Vorlage in den Obergeschossen, Laden, bildet zusammen mit Bahnhofstraße 12a und 14 zeittypische und ansprechend gestaltete Mietshausgruppe, ortsentwicklungs- und baugeschichtlich von Bedeutung. Mit Tordurchfahrt und Laden, drei Geschosse, fünf Achsen, Erker, Putzfassade mit Stuckgliederung, originales Dach mit Fledermausgaube, Tor, Fenster, Treppenhaus, AWC-Türen, Wohnungstüren, zwei Balkone auf der Rückseite. | 09257948 |
| Direkt Bild zu diesem Denkmal hochladen | Wintergarten an einem Wohnhaus | Bahnhofstraße 20 (Karte)                     | Um 1900 | Holzkonstruktion mit Bleiverglasung, seltenes Beispiel eines gut erhaltenen Jugendstilwintergartens, baugeschichtlich von Bedeutung. Der zweigeschossige Wohnungsanbau ist aus Fachwerk errichtet und hat eine zweiflügelige Eingangstür sowie sechs Bleiglasfenster. | 09257857 |
| Direkt Bild zu diesem Denkmal hochladen | Wohnhaus in geschlossener Bebauung | Bahnhofstraße 33 (Karte)                     | Um 1890 | Gebäude mit historistischer Putz-Klinker-Fassade, Putz- und Kunststeingliederungen, Tordurchfahrt, und ist als Teil der gründerzeitlichen Stadterweiterung ortsentwicklungsgeschichtlich von Bedeutung. Mit Tordurchfahrt, zwei Geschosse, sechs Achsen, das Erdgeschoss wurde bis auf die Tordurchfahrt verändert, im Obergeschoss gelbe Klinker mit reicher Stuckgliederung. | 09257854 |
| Direkt Bild zu diesem Denkmal hochladen | Wohnhaus, Stallgebäude und Scheune einer Hofanlage | Borngasse 3 (Karte)                          | Um 1800 (Bauernhaus); bezeichnet mit 1902 (Seitengebäude)                                                                                        | Das Wohnhaus teilweise in Fachwerkbauweise, die Seitengebäude mit zweifarbiger Klinkergliederung, ein vollständig erhaltenes Ackerbürgergehöft im Ortskern, bau- und ortsgeschichtlich von Bedeutung. Das Wohnhaus besitzt zwei Geschosse in nicht durchgehenden Achsen, das Erdgeschoss massiv, im Obergeschoss teils offenliegendes Fachwerk, der Stall hat zwei Geschosse, Treppengiebel, rote und gelbe Klinker. Die große Querscheune mit Putz und Klinkern. | 09257989 |
| Direkt Bild zu diesem Denkmal hochladen | Mietshaus in geschlossener Bebauung | Breitstraße 6 (Karte)                        | Um 1900 | Gebäude mit reicher historistischer Klinkerfassade mit Kunststein- und Putzgliederungen, Laden, ortsentwicklungs- und baugeschichtlich von Bedeutung. Das Haus hat drei Geschosse, fünf Achsen, das Erdgeschoss mit originalem Laden, im Obergeschoss mit roten Klinkern und sehr reicher Stuckgliederung, fünf Dachhäuschen, originale Haustür und Klinke, Fenster und Treppenhaus. | 09257866 |
| Direkt Bild zu diesem Denkmal hochladen | Mietshaus in geschlossener Bebauung | Breitstraße 8 (Karte)                        | Um 1900 | Die Klinkerfassade in Formen des ausgehenden Historismus, Kunststein- und Putzgliederungen, Mittenbetonung durch Vorlage in den Obergeschossen, darüber Zwerchgaupe, Laden, ortsentwicklungs- und baugeschichtlich von Bedeutung. Das Gebäude hat drei Geschosse, sechs Achsen, der Mittelrisalit mit Zwerchhaus, das Erdgeschoss mit Mitteleingang und zwei Läden, im Obergeschoss rote Klinker mit Stuckgliederung, originale Haustür mit Klinke, Treppenhaus, Wohnungstüren und Außen-WC-Türen. | 09257865 |
| Weitere Bilder                          | Wohn- und Geschäftshaus in halboffener Bebauung und in Ecklage zur Altenburger Straße                                                                     | Breitstraße 16 (Karte)                       | 1927 | Ortsbildprägender Baukörper im expressionistisch anmutenden und traditionalistischen Stil der 1920er Jahre, mit straßenbildprägendem Turm, Laubengang und Laden, akzentuierender bauplastischer Schmuck, darunter Konsolfigur „Schuster-Greetzsch“ am Laubengang, ortsentwicklungsgeschichtlich, baugeschichtlich und städtebaulich von Bedeutung. Das Gebäude besitzt drei Geschosse, sieben Achsen, das Erdgeschoss mit Arkadengang, Sandsteinpfeiler und Eckquaderung, betonte Mittelachse zur Breitstraße mit Balkon, Triforienfenstern und Zwerchhaus, zur Altenburger Straße ein viergeschossiger Rundturm mit Spitze, originale Haustür. | 09257863 |
| Direkt Bild zu diesem Denkmal hochladen | Wohnhaus in offener Bebauung | Brühl 23 (Karte)                             | Um 1800 | Straßenbildprägender Fachwerkbau, als Zeugnis der historischen Ortsbebauung in vorindustrieller Zeit bau- und ortsentwicklungsgeschichtlich von Bedeutung. Das Gebäude besitzt zwei Geschosse, fünf Achsen, Krüppelwalmdach, Sandsteinsockel, das Erdgeschoss massiv, im Obergeschoss offenliegendes Fachwerk, Lehmausfachung. | 09257977 |
| Direkt Bild zu diesem Denkmal hochladen | Wohnhaus in offener Bebauung | Frauengasse 7 (Karte)                        | Um 1830 | Markanter Putzbau in spätbarocken Formen, im Kern möglicherweise ein Fachwerkgebäude mit hohem Mansarddach, als Teil der historischen Ortsbebauung in vorindustrieller Zeit von ortsentwicklungs- und baugeschichtlicher Bedeutung. Zwei Geschosse in nicht durchgezogenen Achsen, Mansarddach mit Dachhäuschen, vermutlich Fachwerk verputzt. | 09257890 |
| Direkt Bild zu diesem Denkmal hochladen | Ehrenfriedhof für die Gefallenen des Ersten Weltkrieges                                                                                                   | Friedhofsweg (Karte)                         | Um 1920 | Gärtnerisch gestaltete Anlage mit großem zentralem Findling, flankiert von im Halbrund angeordneten Steinstelen mit Namensinschriften, Steinbank, neuer Stein für die Weltkriegsopfer 1939–1945, zeit- und ortsgeschichtlich von Bedeutung. Ein großer Findling für die Gefallenen des Ersten Weltkrieges, davor ein neuer Stein mit Inschrift „Die Opfer des Krieges 1939–1945 mahnen“. Ansonsten einige Grabmale um 1900 (keine Denkmale). | 09257872 |
| Direkt Bild zu diesem Denkmal hochladen | Wohnhaus in offener Bebauung, ehemalige Schule und Kantorat                                                                                               | Friedhofsweg 6 (Karte)                       | Bezeichnet mit 1705 | Fachwerkbau, ehemals mit Umgebinde, im Innern ist wohl die Bohlenstube erhalten, bis 1865 als Kantorschule genutzt, orts-, bau- und sozialgeschichtliche Bedeutung. Zwei Geschosse in unregelmäßigen Achsen, Krüppelwalmdach, Backsteinsockel, ehemaliges Umgebindehaus 1982 unter Zementputz verschwunden. | 09257871 |
| Direkt Bild zu diesem Denkmal hochladen | Ehemaliges Schuhfabrikgebäude, heute Wohnhaus, in Ecklage zur Graf-Wiprecht-Straße (Schuhfabrik „Meischke & Söhne“, später „Saxonia“)                     | Graf-Wiprecht-Straße 3 (Markt 10a) (Karte)   | 1868, später überformt | Das Gebäude mit einfach strukturierter Putzfassade ist ein gründerzeitliches Fabrikgebäude von baugeschichtlicher, technikgeschichtlicher und städtebaulicher Bedeutung. Die Fabrik hat drei Geschosse, 9:1:5 Achsen, ein Seitenrisalit mit Zwerchhaus, Segmentbogengliederung, vier Stuckfelder (um 1900), Putzfassade, Gusseisensäulen. Es war die erste mechanische Schuhfabrik in Deutschland mit den 1867 aus den USA eingeführten Durchnähmaschinen, 1896 erstmals in Deutschland aufgestellte Zwickmaschinen, ab 1916 Firmenname „Saxonia-Schuhfabrik“, bis 1972 in Privatbesitz, nachfolgend staatliches Eigentum. | 09257877 |
| Direkt Bild zu diesem Denkmal hochladen | Mietshaus in halboffener Bebauung | Graf-Wiprecht-Straße 4 (Karte)               | Um 1860 | Gebäude mit historistischer Putz-Klinker-Fassade, Kunststein-, Putz- und Klinkergliederungen, Mittenbetonung durch Vorlage, bau- und ortsentwicklungsgeschichtlich von Bedeutung. Im Kern um 1860 errichtetes Mietshaus, Umbau um 1900 mit Aufstockung und Neugestaltung der Fassade. Dreigeschossiger Bau mit Klinkerfassade, deren relativ reiche Gliederungen in Putz, Klinker und Kunststein. Die drei mittleren Achsen sind zu einer leicht seitlich verschobenen Vorlage zusammengefasst; zwischen den Geschossen Gesimse, teils mit Rosettenfries und Festons geschmückt. Im Innern verschiedene Ausstattungselemente wie Türen ud Treppengeländer erhalten, an denen die Entstehungszeit des Gebäudes um 1860 klar ablesbar ist. Das Mietshaus ist Teil der historischen Ortskernbebauung, es verweist auf die bauliche Entwicklung von Groitzsch in der zweiten Hälfte des 19. Jahrhunderts und erlangt damit ortsentwicklungsgeschichtliche Aussagekraft. Es zeigt, wie sich in der sächsischen Kleinstadt im ausgehenden 19. Jahrhundert Wohlstand durch eine an großstädtischen Bauformen orientierte Bautätigkeit ausdrückt, wobei hier insbesondere die Anpassung älterer Bausubstanz an moderne Bedürfnisse und den gewandelten Zeitgeschmack ins Gewicht fällt. Unter diesen Gesichtspunkten hat das Objekt auch baugeschichtliche Bedeutung. | 09257955 |
|                                         | Wohnhaus in geschlossener Bebauung | Graf-Wiprecht-Straße 7 (Karte)               | 1883 | Mittenbetonte, reich gegliederte Putzfassade mit aufwendig gestaltetem Erker, Putz-, Klinker- und Kunststeingliederungen, ein gut erhaltener Historismusbau von straßenbildprägendem Charakter, im Erdgeschoss wohl ehemals Gaststätte, bau- und ortsentwicklungsgeschichtlich von Bedeutung. Das Gebäude besitzt zwei Geschosse in nicht durchgehenden Achsen, einen Bruchsteinsockel, die Putzfassade mit reicher Stuckgliederung, der Erker mit Bleiverglasung, Zwerghaus, Dachhäuschen, ehemaliger Laden, originale Haustür und Klinke, Wohnungstüren, AWC-Türen, Hoftür, Kellertür, Klinken, Treppenhaus, Bodenfliesen. | 09257895 |
| Direkt Bild zu diesem Denkmal hochladen | Mietshaus in geschlossener Bebauung | Hospitalstraße 7 (Karte)                     | Um 1910 | Das Gebäude mit mehrfarbiger Klinkerfassade und interessant gestaltetem zweiten Obergeschoss mit aufgeputzter Fachwerknachbildung ist ein markanter straßenbildprägender Baukörper, mit ortsentwicklungs- und baugeschichtlicher Bedeutung. Mit Tordurchfahrt, drei Geschossen, neun Achsen, rote und gelbe Klinker, im zweiten Obergeschoss mit aufgeputzter Fachwerknachbildung, Zwerghaus, originales Tor, Kellerfenstergitter, Treppenhaus, Wohnungstüren, AWC-Türen, Ortgangbrett. | 09257941 |
| Direkt Bild zu diesem Denkmal hochladen | Mietshaus in geschlossener Bebauung | Lindenplatz 19 (Karte)                       | Um 1890 | Das Gebäude besitzt eine Putzfassade mit Putz- und Steingliederungen sowie Stuckdekor, ein gut erhaltener Historismusbau in ansprechender Gestaltung, bau- und ortsentwicklungsgeschichtlich von Bedeutung. Mit Tordurchfahrt und Laden, drei Geschossen, sieben Achsen, Putzfassade mit Stuckgliederung, Bruchsteinsockel. Original: Tor, Laden, teils Fenster, Traufkasten, Treppenhaus, Wohnungstüren. | 09257991 |
| Weitere Bilder                          | Rathaus, in Ecklage zur Breitstraße | Markt 1 (Karte)                              | Bezeichnet mit 1890 | Das Gebäude besitzt eine Putzfassade mit reicher Porphyrtuffgliederung, eine aufwendige Eckbetonung mit Erker im Stil der Neorenaissance, ein charakteristischer kleinstädtischer Rathausbau des ausgehenden 19. Jahrhunderts mit teilweise erhaltener Originalausstattung, baugeschichtlich, ortsgeschichtlich und platzbildprägend (städtebaulich) von Bedeutung. Mit Tordurchfahrt, zwei Geschossen, 6:1:6 Achsen, Eckrisalit mit Erker, Zwerghäusern und Uhrenturm, Seitenrisalit mit Turmaufbau, Dachhäuschen, Putzfassade mit reicher Porphyrgliederung, originale Haustür, Treppenhaus, Innentüren, Tor. | 09257884 |
| Direkt Bild zu diesem Denkmal hochladen | Mietshaus in geschlossener Bebauung | Markt 5 (Karte)                              | Um 1895 | Das Gebäude mit Laden hat eine Klinkerfassade mit Putz-, Klinker- und Sandsteingliederungen, und ist ein gut erhaltener Historismusbau in zentraler Lage, bau- und ortsentwicklungsgeschichtlich von Bedeutung. Es besitzt drei Geschosse, sechs Achsen, rote Klinker mit Sandstein- und Stuckgliederung. | 09257883 |
| Direkt Bild zu diesem Denkmal hochladen | Mietshaus in halboffener Bebauung | Markt 7 (Karte)                              | Um 1895 | Die Klinkerfassade mit Putz- und Kunststeingliederungen ist im Stil der Neorenaissance, eine seitliche Vorlage mit Hauseingang, Laden, ein gut erhaltener Historismusbau in zentraler Lage, bau- und ortsentwicklungsgeschichtlich von Bedeutung. Das Gebäude besitzt drei Geschosse, fünf Achsen, Seitenrisalit, Dachhäuschen, rote Klinker mit reicher Stuckgliederung, original erhalten ist ein hölzerner Traufkasten, Laden mit gusseiserner Säule, Haustür, Treppenhaus, Außen-WC-Türen, zwei Wohnungstüren, Fenster, Holzkassettendecke im Treppenhaus. | 09257881 |
| Direkt Bild zu diesem Denkmal hochladen | Wohnhaus in halboffener Bebauung | Markt 8 (Karte)                              | Um 1850 | Kleinstädtischer Putzbau in klaren Formen, die Fassadengestaltung mit Putz- und Steingliederungen, eine seitliche Vorlage mit Hauseingang, Laden, Teil der historischen Marktplatzbebauung, bau- und ortsentwicklungsgeschichtlich von Bedeutung. Das Gebäude besitzt zwei Geschosse und Mezzanin, sechs Achsen, Seitenrisalit, Putzfassade mit Stuckgliederung, rückwärtig offenliegendes Fachwerk im Obergeschoss. | 09257880 |
| Direkt Bild zu diesem Denkmal hochladen | Wohnhaus in offener Bebauung | Markt 9 (Karte)                              | Um 1790 | Im Kern ein Fachwerkbau mit den Resten einer Bohlenstube, ehemals das Wohnhaus eines Ackerbürgerhofes, als Teil der historischen Marktbebauung, ortsentwicklungs- und baugeschichtliche Bedeutung. Das Gebäude ist zweigeschossig, traufständig mit Krüppelwalmdach, das Erdgeschoss massiv, das Obergeschoss teils massiv, teils Fachwerk, die Straßenfront ist stark überformt, im Innern befinden sich Reste einer Bohlenstube. | 09303230 |
|                                         | Gasthof Weißes Roß in halboffener Bebauung mit seitlichem Torbogen                                                                                        | Markt 10 (Karte)                             | Um 1830 (nach Brand 1826) | Malerischer Putzbau in späthistoristischen Formen, im Kern wohl ein Gebäude aus der Zeit um 1830, von der ursprünglich reicheren Außengestaltung sind vor allem Erker und Hauszeichen erhalten, ältester privilegierter Gasthof am Ort, bau- und ortsgeschichtlich von Bedeutung. Das Gebäude besitzt zwei Geschosse in nicht durchgezogenen Achsen, das Erdgeschoss mit Rundbögen, ein Eingangsrisalit mit Zwerghaus und plastischer Darstellung eines weißen Pferdes, Holzerker, Seitengiebel mit Eckfialen. | 09257878 |
| Direkt Bild zu diesem Denkmal hochladen | Ehemaliges Schuhfabrikgebäude, heute Wohnhaus, in Ecklage zur Graf-Wiprecht-Straße (Schuhfabrik „Meischke & Söhne“, später „Saxonia“)                     | Markt 10a (Graf-Wiprecht-Straße 3) (Karte)   | 1868, später überformt | Einfach strukturierte Putzfassade, das gründerzeitliche Fabrikgebäude ist von baugeschichtlicher, technikgeschichtlicher und städtebaulicher Bedeutung. Es besitzt drei Geschosse, 9:1:5 Achsen, ein Seitenrisalit mit Zwerchhaus, Segmentbogengliederung, vier Stuckfelder (um 1900), Putzfassade, Gusseisensäulen. Es war die erste mechanische Schuhfabrik in Deutschland mit den 1867 aus den USA eingeführten Durchnähmaschinen, 1896 erstmals in Deutschland aufgestellte Zwickmaschinen, ab 1916 Firmenname „Saxonia-Schuhfabrik“, bis 1972 in Privatbesitz, nachfolgend staatliches Eigentum. | 09257877 |
| Direkt Bild zu diesem Denkmal hochladen | Wohnhaus in geschlossener Bebauung (Herrenhaus) | Markt 11 (Karte)                             | 1730, mehrfach verändert | Das sogenannte Herrenhaus war 1651–1835 Sitz der Herrschaft Groitzsch, zugleich Patrimonialgericht, seit 1850 als Schuhfabrik genutzt, ortsgeschichtlich von Bedeutung. Ein Putzbau mit Satteldach, die Mittenbetonung durch Erker und Dachhaus mit Dreieckgiebel. Das Haus war Ort des Treffens in der Nacht vom 2. zum 3. Mai 1813 von König Friedrich Wilhelm III. von Preußen und Zar Alexander I. von Russland. Zwischen 1688 und 1835 Sitz des Patrimonialgerichtes (Namensgebung: Herrenhaus), ab 1850 als erste mechanische Schuhfabrikation mit Arbeitsteilung in Sachsen durch Carl Robert Meischke im Hintergebäude, 1868 Produktion in das Gebäude Markt 10 verlegt. | 09259409 |
| Direkt Bild zu diesem Denkmal hochladen | Mietshaus in geschlossener Bebauung | Markt 12 (Karte)                             | Bezeichnet mit 1895 | Späthistoristische Klinkerfassade mit Putz-, Klinker- und Steingliederungen, die seitliche Vorlage mit Volutengiebel, im Erdgeschoss Apotheke, als Teil der historischen Marktplatzbebauung, bau- und ortsentwicklungsgeschichtlich von Bedeutung. Das Gebäude besitzt drei Geschosse, vier Achsen, Seitenrisalit mit Zwerchhaus, gelbe Klinker mit reicher Stuckgliederung, originale Haustür und Klinke, Dachhäuschen mit rundem Fenster, Ladeneinbau. | 09257876 |
| Direkt Bild zu diesem Denkmal hochladen | Wohnhaus in geschlossener Bebauung | Markt 13 (Karte)                             | Um 1800 | Gebäude mit einfacher Putzfassade und interessant gestaltetem Ladeneinbau, eines der älteren Wohngebäude am Markt, Zeugnis der Ortskernbebauung in vorindustrieller Zeit, ortsentwicklungs- und baugeschichtlich von Bedeutung. Das Haus hat drei Geschosse, vier Achsen, Laden mit Stuck um 1900, Putzfassade. Original: Haustür, Jalousien, Fachwerk-Schuppen. | 09257875 |
| Direkt Bild zu diesem Denkmal hochladen | Wohnhaus (mit Anbau) in halboffener Bebauung und in Ecklage zum Turmplatz                                                                                 | Markt 14 (Karte)                             | Um 1800 | Gebäude mit historistischer Putzfassade zum Markt, Putz- und Kunststeingliederungen, Gebäude im Kern älter, Giebel wohl Fachwerk verputzt, als Teil der historischen Marktplatzbebauung, bau- und ortsentwicklungsgeschichtlich von Bedeutung. Zwei Geschosse in nicht durchgezogenen Achsen, Krüppelwalmdach, Putzfassade mit Stuckgliederung um 1890, Giebel, Fachwerk verputzt, teils originale Holzgewände und Schlagläden. | 09257874 |
| Direkt Bild zu diesem Denkmal hochladen | Ehemaliger Ackerbürgerhof mit Wohnhaus und drei Seitengebäuden in Ecklage zum Turmplatz                                                                   | Markt 15 (Karte)                             | 1755 | Das Wohnhaus mit schlichter Putzfassade ist im Kern ein Fachwerkbau, die Seitengebäude sind teils massiv, teils Fachwerk, ein wichtiger Teil der historischen Marktbebauung mit orts- und baugeschichtlicher Bedeutung. Das Gebäude besitzt zwei Geschosse in nicht durchgezogenen Achsen, vermutlich Fachwerk verputzt, Anbauten mit teils offenliegendem Fachwerk. Das Wohnhaus des vierseitigen Ackerbürgerhofes wurde wohl 1755 errichtet (Lehminschrift auf ausgefachter Wand im Dach), die Seitengebäude aus dem 19. Jahrhundert. Das Anwesen ist Teil der nördlichen Bebauung des Marktes. Wohnhaus zweigeschossiger, traufständiger Bau mit Satteldach, im Erdgeschoss unter dem Westgiebel eine Holzstube, im Flur endet der Unterzug vor der Stube auf einem leicht profilierten Ständer, Umgebinde bisher nicht nachweisbar, Obergeschoss Fachwerk, Erdgeschoss und Obergeschoss größtenteils verschlagen und verputzt, gezapftes Kehlbalkendachwerk auf liegendem Stuhl. Die Hofbebauung besteht aus einer Scheune, die den Hof nach Norden abschließt, zwei schmalen Seitengebäuden auf der Ost- und Westseite. Das Anwesen ist ein Zeugnis der historischen Ortskernbauung von Groitzsch. Es ist eines der wenigen erhaltenen baulichen Dokumente, die darauf verweisen, dass neben dem Handwerk auch das Ackerbürgertum bis ins 19. Jahrhundert das Erwerbsleben der Stadt prägte. Es veranschaulicht die damit verbundene Lebensweise ihrer Bewohner in der Vergangenheit. Hierdurch erlangt das Objekt ortsgeschichtlichen Aussagewert. Mit ihrer zeit- und regionaltypischen Bauform sind die Gebäude des Ackerbürgerhofes auch baugeschichtlich von Bedeutung; hierbei ist vor allem das Wohnhaus aufgrund seiner Alters und seiner Besonderheiten (Holzstube) hervorzuheben. | 09257885 |
| Direkt Bild zu diesem Denkmal hochladen | Mietshaus in halboffener Bebauung und in Ecklage zur Borngasse und zum Lindenplatz                                                                        | Marktgasse 6 (Karte)                         | Um 1915 | Markanter, abwechslungsreich gegliederter Putzbau im Reformstil um 1910/15 in straßenbildprägender Lage, ortsentwicklungs- und baugeschichtlich von Bedeutung. Das Gebäude besitzt drei Geschosse in regelmäßigen Achsen, ein Mansarddach und ist ein stark gegliederter Baukörper mit Erkern, Risaliten, Giebeln und Balkonen, originale Fenster, Balkongitter, Haustür, Treppenhaus, Wohnungstüren. | 09257988 |
| Direkt Bild zu diesem Denkmal hochladen | Wohn- und Geschäftshaus in offener Bebauung | Mühlstraße 4 (Karte)                         | Um 1900 | Gebäude mit repräsentativer Klinkerfassade des ausgehenden Historismus mit Jugendstileinschlag, Sandsteingliederungen, im Erdgeschoss wohl ursprünglich Geschäftsräume einer Bank, hier befinden sich aufwändige Fenstergitter, bau- und ortsentwicklungsgeschichtlich von Bedeutung. Das Haus hat zwei Geschosse, acht Achsen, Seitenrisalit, Giebel und Dachhäuschen, die Klinkerfassade mit sehr aufwendiger Sandsteingliederung, original erhalten sind Haustür, Treppenhaus, Fenster, Fenstergitter im Erdgeschoss. | 09257969 |
| Direkt Bild zu diesem Denkmal hochladen | Wohnhaus in offener Bebauung und in Ecklage zur Querstraße, mit Anbau                                                                                     | Mühlstraße 8 (Karte)                         | Um 1800 | Wohnhaus mit schlichter Putzfassade, im Kern ein Fachwerkgebäude, rückwärtig befindet sich ein Fachwerkanbau, als Teil der historischen Ortskernbebauung heimat- und baugeschichtlich von Bedeutung. Das Gebäude hat zwei Geschosse, fünf Achsen, Putzfassade, Anbau, Obergeschoss in Lehmfachwerk, Erdgeschoss massiv. | 09257971 |
| Direkt Bild zu diesem Denkmal hochladen | Wohnhaus in offener Bebauung | Mühlstraße 21 (Karte)                        | Um 1800 | Das Obergeschossbesteht aus zweiriegligem Fachwerk, ein gut erhaltenes Fachwerkhaus, heimat- und baugeschichtlich von Bedeutung. Das Gebäude besitzt zwei Geschosse, vier Achsen, ein Krüppelwalmdach, das Erdgeschoss massiv, das Obergeschoss mit offenliegendem Fachwerk. | 09257963 |
|                                         | Wohnhaus (Mühlstraße 32) mit Mühlenanbau (An der Schnauder 14) sowie Nebengebäude eines Mühlenanwesens                                                    | Mühlstraße 32 (An der Schnauder 14) (Karte)  | Bezeichnet mit 1805 (Wohnhaus); bezeichnet mit 1928 (Mühle)                                                                                      | Anschaulich erhaltenes Mühlengebäude aus verschiedenen Bauphasen, das Wohnhaus im Obergeschoss aus Fachwerk, Nebengebäude ebenfalls in Fachwerk, keine technische Ausstattung erhalten, orts- und technikgeschichtlich von Bedeutung. Der Mühlenaltbaubesteht aus zwei Geschossen, vier Achsen, mit Mansarddach, das Erdgeschoss massiv, Sandsteingewände, im Obergeschoss offenliegendes Fachwerk, originale Haustür mit Datierung im Keilstein. Der Mühlenanbau aus der Zeit um 1900 hat drei Geschosse, drei Achsen und besteht aus verputztem Backstein, Treppengiebel, keine technische Ausstattung. | 09257966 |
| Direkt Bild zu diesem Denkmal hochladen | Wohnhaus in offener Bebauung und in Ecklage Mühlstraße, mit Anbau und Toreinfahrt an der Mühlstraße                                                       | Querstraße 2 (Karte)                         | Um 1840 | Gebäude mit gut gegliederter Putzfassade mit Sandsteinelementen, Zwillingsfenster im Giebel, von klassizistischer Wirkung, Sandsteintorpfeiler als Zufahrt zum Gehöft, als Teil der historischen Ortskernbebauung heimat- und baugeschichtlich von Bedeutung. Das Gebäude besitzt zwei Geschosse in nicht durchgehenden Achsen, die Putzfassade mit Stuck- und Sandsteingliederung, ein Konsolfries unter der Traufe, Sandsteinsockel, Sandsteintorpfeiler, Fachwerkanbau. | 09257970 |
|                                         | Wohnhaus in offener Bebauung und in Ecklage Angergasse | Querstraße 3 (Karte)                         | Um 1780 | Der Fachwerkbau ist eines der wenigen erhaltenen Gebäude im Ortskern mit Fachwerk im Erd- und Obergeschoss, heimat- und baugeschichtlich von Bedeutung. Das Gebäude besitzt zwei Geschosse in nicht durchgehenden Achsen, Krüppelwalmdach, offenliegendes Fachwerk, teils mit Lehmausfachung, Backsteinanbau. | 09257973 |
|                                         | Ehemalige Feuerwache (Schulgasse 3) und daran angebautes Wohnhaus (Altenburger Straße 2c) in geschlossener Bebauung und in Ecklage zur Altenburger Straße | Schulgasse 3 (Altenburger Straße 2c) (Karte) | Um 1925 | Markanter, straßenbildprägender Putzbau in typischen Formen der 1920er Jahre mit expressionistischen Stilanklängen, bau- und ortsgeschichtlich von Bedeutung. Die Gebäude bestehen aus zwei und vier Geschossen in unregelmäßigen Achsen, ein halbrunder Vorbau mit Ausfahrttoren, die Putzfassade mit Sandsteingliederung, originale Tore, Laternen, teils Fenster, Fenstergitter, ein fünfgeschossiger Schlauchturm. | 09257981 |
| Direkt Bild zu diesem Denkmal hochladen | Wohnhaus in halboffener Bebauung | Schützenplatz 3 (Karte)                      | Um 1810 | Schlichter Putzbau, das Obergeschoss in Fachwerkkonstruktion, als Teil der historischen Ortsbebauung heimat- und baugeschichtlich von Bedeutung. Das Gebäude besitzt zwei Geschosse, 2:2 Achsen, originale Gewände, vermutlich Fachwerk verputzt. | 09257935 |
| Direkt Bild zu diesem Denkmal hochladen | Ehemalige Brauerei | Schützenplatz 6 (Karte)                      | 1886 | Ehemals Wohn- und Sudhaus, die Putzfassade in Formen der Neurenaissance, Putz- und Steingliederungen, Kastenerker, einige Fenster mit Bleiverglasung, stadtbildprägend, orts- und baugeschichtlich von Bedeutung. Das Gebäude besitzt vier Geschosse, sechs Achsen, die Putzfassade mit reicher Stuckgliederung, ein zweigeschossiger Erker, originale Haustür mit Klinke, Jalousieblenden, Fenster, Treppenhaus, Bleiglasfenster im Erker, Wohnungstüren. 1886 als Dampfbierbrauerei für Julius Oskar Rohland mit Wohn- und Sudhaus im Vorderbereich, Eis- und Lagerkeller im westlichen Teil sowie Heizhaus und Stallgebäude. Am 1. Mai 1887 erfolgte die Inbetriebnahme der Brauerei, 1919 übernimmt Braumeister Erich Trescher die Brauerei, 1923 wird die Bierherstellung eingestellt, nachfolgend nur noch Biervertrieb. 1945 Enteignung, 1949 Rückgabe der Brauerei an Erich Trescher, 1948–1959 Niederlassung der Riebeck-Brauerei, später Landesbrauerei Leipzig, anschließend Lager für Möbel der Handelsorganisation (HO), 1959–1989 Obst- und Gemüseankaufsstelle, 1977 Tod Erich Trescher – Übernahme in staatliche Verwaltung, 1999–2001 Um- und Ausbau zum Kultur-, Jugend- und Freizeitzentrum. (Groitzsch (KJFG/AZUR)). | 09257934 |
| Direkt Bild zu diesem Denkmal hochladen | Ehemalige Villa, heute Schule, Einfriedung und Gartenpavillon (Grundschule Groitzsch)                                                                     | Südstraße 7 (Karte)                          | Um 1890 | Historistischer Klinkerbau mit Putz-, Klinker- und Kunststeingliederungen, der Pavillon als oktogonaler Putzbau, bau- und ortsgeschichtlich von Bedeutung. Ein Gebäude mit zwei Geschossen, vier Achsen, Mittelrisalit, Mansarddach, gelbe Klinker mit Stuckgliederung. Einfriedung: Bruchsteinsockel, Klinkerpfosten und schmiedeeiserne Gitter. Der Pavillon ist ein achtseitiger Putzbau. | 09257812 |
|                                         | Wohnhaus mit zwei Nebengebäuden und Torbogen sowie Garten                                                                                                 | Südstraße 9 (Karte)                          | 1928–1929 | Gehobener Wohnbau im expressionistischen Stil, ehemals ein Arzthaus mit Praxis, das Gebäude ist in Art einer Dreiflügelanlage angeordnet, die Putzfassaden mit akzentuierenden Schmuckelementen, baugeschichtlich und baukünstlerisch sowie ortsentwicklungsgeschichtlich von Bedeutung. Das Gebäude besteht aus zwei Geschossen in nicht durchgehenden Achsen mit Bruchsteinsockel, der Erker aus Sandstein, ein Sandsteinrelief über dem Eingang, zwei Seitenflügel, zweigeschossige Hausmeisterwohnung mit Garagen, rückwärtiger Turmanbau und Balkon mit aufwendigen Gittern. | 09257811 |
|                                         | Schulgebäude und Gedenktafel für August Bebel (ehemals Neue Bürgerschule, Oberschule Groitzsch)                                                           | Südstraße 30 (Karte)                         | Bezeichnet mit 1902 | Mächtiger Putzbau in Formen der Neorenaissance mit Jugendstileinschlag mit Putz- und Steingliederungen, Kopfbau mit Aula im Obergeschoss, mit straßenbildprägende Wirkung als Zeugnis des Schulwesens der Wilhelminischen Kaiserzeit bau-, sozial- und ortsgeschichtlich von Bedeutung. Das Gebäude besitzt drei Geschosse, 16 Achsen, ein Seitenrisalit mit Uhrengiebel, ein Seitenrisalit mit Inschriftkartusche, Natursteinsockel, reiche Stuckgliederung, originale Tür, Treppenhaus, Innentüren, Bodenfliesen, Stuckgliederung im Eingangsbereich, ehemals August-Bebel-Oberschule, seitliche Gedenktafel für August Bebel. | 09257810 |
| Weitere Bilder                          | Wasserturm | Südstraße 30a (Karte)                        | Bezeichnet mit 1903–1904 | Das Standgerüst und die Einhausung des Wasserhochbehälters aus Stahlfachwerk, eine gestalterisch interessante Ingenieurbauleistung der Jahrhundertwende, die Ausführung erfolgte durch Firma Aug. Klönne (Dortmund), städtisches Wahrzeichen, technikgeschichtlich und städtebaulich von Bedeutung, als offener Wasserhochbehälter der Bauart Barkhausen aus Stahlfachwerk in Sachsen singulär. Sich nach oben verjüngende offene Stahlkonstruktion, mittig eingestellter Treppenhausschacht, darüber genieteter zylindrischer, oben offener Stahlbehälter mit Kugelboden (Bauart Barkhausen), dieser eingehaust: quadratische Ummantelung in Stahlfachwerk, Zeltdach, Wetterfahne, der obere Behälterrand wurde nach innen eingezogen, umbördelt und mit der Dachkonstruktion kraftschlüssig verbunden, Wasserhochbehälter 1903/04 durch die Fa. Aug. Klönne aus Dortmund erbaut (Patenthalter der Bauart Barkhausen, Konstruktion entstand unter enger Zusammenarbeit mit dem Bauingenieur Georg Barkhausen), Kriegsschäden, Instandsetzung mit Teilstücken aus (nichtschweißbarem) Stahl St 37, 2002 erneut Instandsetzung des Turmes, heute Durchlaufbehälter mit Netzpufferung. Der 45 Meter hohe Wasserturm in Groitzsch wurde in den Jahren 1903/04 nach Plänen des Dresdner Bauingenieurs Curt Dachsel von der renommierten Stahlbaufirma August Klönne aus Dortmund errichtet. Auf einem sich nach oben verjüngenden, offenen Stahlgerüst sitzt der 300 m³ fassende Wasserbehälter der Bauart Barkhausen (Kugelbodenbehälter), der von einem quadratischen Stahlfachwerk mit Zeltdach umgeben ist. Die Wasserleitungen sowie die Treppe sind mittig in einem Schacht nach oben geführt. Aufgrund seiner Lage inmitten der Stadt ist der Wasserturm ein Wahrzeichen von Groitzsch. Er ist nach umfangreicher Sanierung 2002/03 weiterhin Teil der Trinkwasserversorgung. Als einziger erhaltener offener Hochbehälter der Bauart Barkhausen auf Stahlfachwerk in Sachsen ist er bau- und technikgeschichtlich von Bedeutung. | 09257809 |
|                                         | Stadtturm | Turmplatz (Karte)                            | 13. Jahrhundert | Ursprünglich Westturm der ehemaligen Stadtkirche St. Ägidien, ein romanischer Backsteinbau mit barockem Fachwerkaufsatz, bedeutendes stadtgeschichtliches Zeugnis, eines der Wahrzeichen von Groitzsch, baugeschichtlich, ortsgeschichtlich und städtebaulich von Bedeutung. Ein mehrgeschossiger Turm auf rechteckigem Grundriss, Backstein, Biforienfenster mit Porphyrsäulen, Fachwerk-Turmaufsatz mit verschieferter Haube (1715). | 09257886 |
| Direkt Bild zu diesem Denkmal hochladen | Wohnhaus in offener Bebauung | Turmplatz 1 (Karte)                          | Um 1800 | Schlichter Putzbau, das Obergeschoss vermutlich teilweise in Fachwerk, als Teil des historischen Ortskerns heimat- und baugeschichtlich von Bedeutung. Das Gebäude besitzt zwei Geschosse, ehemals sechs Achsen, Krüppelwalmdach, Putzfassade mit schlichter Gliederung, vermutlich Fachwerk verputzt, das Erdgeschoss verändert. | 09257887 |
|                                         | Wohnhaus (heute Stadtmuseum) in geschlossener Bebauung und Ecklage, mit Anbau                                                                             | Turmplatz 5 (Karte)                          | Um 1800 | Schlichte Putzfassade, Giebel und Anbau Obergeschoss Fachwerk, ein Teil der historischen Ortskernbebauung, das Museum besteht aus dem Hauptgebäude Turmplatz 5, dem Stadtturm und der Alten Wache, heimat- und baugeschichtlich von Bedeutung. Das Gebäude besteht aus zwei Geschossen in nicht durchgehenden Achsen mit Sandsteinsockel, Sandsteingewände und Sohlbänke, Giebel und Anbau in offenliegendem Fachwerk. Eine Sanierung erfolgte 2000/2001 – Umnutzung als Museum. | 09257956 |
| Direkt Bild zu diesem Denkmal hochladen | Pfarrhaus und ehemaliges Diakonat sowie Reste einer Einfriedung                                                                                           | Wiesengasse 1, 3 (Karte)                     | 1866 | Markanter, historistischer Putzbau, teils in gotisierenden Formen, Eingangsrisalite durch Stufengiebel betont, in ortsbildprägender Lage, bau- und ortsgeschichtlich von Bedeutung. Das Gebäude besitzt zwei Geschosse, 13 Achsen, zwei übergiebelte Eingangsrisalite, Putzfassade mit neogotischer Gliederung, Segmentbogengewände in Sandstein, eine originale Tür mit Klinke, Sandsteinsockel, Schlagläden, Reste einer schmiedeeisernen Einfriedung. | 09257892 |
| Weitere Bilder                          | Frauenkirche mit Ausstattung und Kirchhof mit zwei alten Grabmalen an der südlichen Kirchenwand                                                           | Wiesengasse 4 (Karte)                        | 13. Jahrhundert (Kirche); 1599 (Wappenscheibe von A. Pflugk einbezogen); 17. Jahrhundert (Kruzifix); 1884 (Kirchenausstattung und Altarkruzifix) | Barocke, im Kern mittelalterliche dreischiffige Kirche mit Westturm, eine Veränderung des Chores erfolgte im 19. Jahrhundert im neogotischen Stil, baugeschichtlich, ortsbildprägend (städtebaulich) und ortsgeschichtlich von Bedeutung. Im Kern romanischer, dreischiffiger Hallenbau in Bruchstein- und Ziegelmauerwerk, verputzt, Strebepfeiler, gerader Chorschluss, Querrechteckturm mit barockem Aufsatz, seitlich Treppenanbauten von 1884, Inneres flachgedeckt, zwischen Mittelschiff und Seitenschiffen je zwei großen Rundbögen über Rechteckpfeilern, eingezogener Altarraum mit Tonnengewölbe, einheitliche Ausstattung von 1884, Hugo Altendorff. Ein Grabmal des Pfarrers Johann Andreas Thiele (* 1697): Sandsteinplatte mit Inschrift, darüber schwebender Engel, ein unbekanntes Grabmal aus der Zeit um 1790, Sandstein, Säulenstumpf auf Sockel, ovale Inschriftplatte, umrahmt von Girlanden, oberer Abschluss (Vase?) fehlt. | 09257873 |
| Direkt Bild zu diesem Denkmal hochladen | Brunnenhaus | Zeitzer Straße (Karte)                       | 1879 | Das Sandsteingehäuse in Formen der Neurenaissance, ursprünglich auf dem Markt errichtet, Seltenheitswert, künstlerisch und ortsgeschichtlich von Bedeutung. Der ehemalige Marktbrunnen ist im Stil der französischen Renaissance mit quadratischem Grundriss. | 09257932 |
| Direkt Bild zu diesem Denkmal hochladen | Mietshaus in halboffener Bebauung | Zeitzer Straße 21 (Karte)                    | Um 1890 | Späthistoristische Klinkerfassade mit Putz- und Steingliederungen, seitliche Vorlagen mit Pilasterrahmung, Laden, ortsentwicklungs- und baugeschichtlich von Bedeutung. Ein Gebäude mit Laden und Tordurchfahrt, drei Geschosse, sechs Achsen, gelbe Klinker mit Stuckgliederung, Gewände aus Porphyr, original erhalten sind Laden, Tor, Balkongitter, Hoftür, Kellertür und Klinke, Treppenhaus, Wohnungstüren, Außen-WC-Türen, Bodenfliesen. | 09257933 |
| Direkt Bild zu diesem Denkmal hochladen | Wohnhaus in halboffener Bebauung (bauliche Einheit mit Nr. 34)                                                                                            | Zeitzer Straße 32 (Karte)                    | Um 1900 | Gut gestalteter Klinkerbau der Zeit um 1900, mit Gesprengegiebel, ortsentwicklungs- und baugeschichtliche Bedeutung. Das Gebäude besitzt zwei Geschosse, vier Achsen, Krüppelwalmdach, rote und gelbe Klinker mit Stuckgliederung, Mittelrisalit mit Schwebegiebel, zweigeschossiger Wintergartenanbau, originale Fenster, Haustür. Zweigeschossiger Bau aus Klinkermauerwerk, mit Nachbargebäude Nr. 32 als Doppelhaus konzipiert, malerische Gesamterscheinung durch asymmetrische Gliederung und Materialvielfalt (rote und gelbe Klinker, Zierfachwerk, Schmuckelemente in Stuck und Kunststein), zeittypische Mischung von Stilelementen des späten Historismus, des Landhaus- und Jugendstils, ausgebautes Krüppelwalmdach mit Giebeln und Dachgaupen. Architektonische Ausprägung des Doppelhauses vom zeitgenössischen Villenbau abgeleitet, wodurch ein gewisser Repräsentationsanspruch zum Ausdruck kommt. Das Gebäude verweist auf die Ortsentwicklung um 1900 als sich Groitzsch vom Handwerker- und Ackerbürgerstädtchen zu einem Ort mit beachtlichen Industrieansiedlungen wandelte. Es dokumentiert die baulichen Erweiterungen der Stadt, die im Zuge dieser Entwicklung erfolgten, und veranschaulicht die aus den neuen ökonomischen Verhältnissen resultierenden Veränderungen der Wohn- und Lebensverhältnisse. Zudem ist es ein Zeuge der Baukultur seiner Entstehungszeit. Es zeigt die Umsetzung damaliger Vorstellungen in der Architektur in Bezug auf die Bauaufgabe Wohnhaus in der sich erweiternden Kleinstadt, hierdurch erlangt es baugeschichtliche Bedeutung. | 09257938 |
| Direkt Bild zu diesem Denkmal hochladen | Wohnhaus in halboffener Bebauung (bauliche Einheit mit Nr. 32)                                                                                            | Zeitzer Straße 34 (Karte)                    | 1901/1902 | Gut gestalteter Klinkerbau der Zeit um 1900, mit Klinker- und Kunststeingliederungen sowie Zierfachwerk, ortsentwicklungs- und baugeschichtliche Bedeutung. Das Gebäude besitzt zwei Geschosse, fünf Achsen, Seitenrisalit, Fachwerkerker, rote und gelbe Klinker mit Stuckgliederung, originale Fenster, Wohnungstüren, AWC-Türen, Kellertür, Treppenhaus, Bodenfliesen. Auftraggeber war Alwin Berger, Ausführung durch den ortsansässigen Maurermeister Emil Liebeck. Zweigeschossiger Bau aus Klinkermauerwerk, mit Nachbargebäude Nr. 32 als Doppelhaus konzipiert, malerische Gesamterscheinung durch asymmetrische Gliederung und Materialvielfalt (rote und gelbe Klinker, Zierfachwerk, Schmuckelemente in Stuck und Kunststein), zeittypische Mischung von Stilelementen des späten Historismus, des Landhaus- und Jugendstils, ausgebautes Krüppelwalmdach mit Giebeln und Dachgaupen. Architektonische Ausprägung des Doppelhauses vom zeitgenössischen Villenbau abgeleitet, wodurch ein gewisser Repräsentationsanspruch zum Ausdruck kommt. Das Gebäude verweist auf die Ortsentwicklung um 1900 als sich Groitzsch vom Handwerker- und Ackerbürgerstädtchen zu einem Ort mit beachtlichen Industrieansiedlungen wandelte. Es dokumentiert die baulichen Erweiterungen der Stadt, die im Zuge dieser Entwicklung erfolgten, und veranschaulicht die aus den neuen ökonomischen Verhältnissen resultierenden Veränderungen der Wohn- und Lebensverhältnisse. Zudem ist es ein Zeuge der Baukultur seiner Entstehungszeit. Es zeigt die Umsetzung damaliger Vorstellungen in der Architektur in Bezug auf die Bauaufgabe Wohnhaus in der sich erweiternden Kleinstadt, hierdurch erlangt es baugeschichtliche Bedeutung. | 09257939 |

## Altengroitzsch
| Bild                                    | Bezeichnung | Lage                        | Datierung                                                    | Beschreibung | ID       |
| --------------------------------------- | --- | --------------------------- | ------------------------------------------------------------ | --- | -------- |
| Direkt Bild zu diesem Denkmal hochladen | Wohnhaus, Scheune und Stallgebäude eines Bauernhofes sowie Hofpflasterung, Torpfeiler, Hofmauer und Einfriedung des Vorgartens | Saasdorfer Straße 2 (Karte) | 1904 (Bauernhaus); 1. Hälfte 19. Jahrhundert (Seitengebäude) | Das Wohnhaus besitzt eine repräsentative Klinkerfassade im Stil des Historismus sowie Zwillingsfenster im Giebel, die Seitengebäude mit Fachwerk-Obergeschoss, eine massive Scheune, insgesamt eine gut erhaltene geschlossene Hofanlage, Zeugnisse bäuerlicher Lebens- und Arbeitsweise früherer Zeiten, baugeschichtlich, ortsgeschichtlich und heimatgeschichtlich von Bedeutung. Das Wohnhaus besitzt zwei Geschosse, 3:6 Achsen, die Klinkerfassade ist mit einer reichen Stuckgliederung versehen, die Wirtschaftsgebäude bestehen teils Backstein, teils aus Fachwerk, eine große Querscheune aus verputztem Backstein, Backsteintorpfeiler und Einfriedung, Eisengitter. | 09258017 |
|                                         | Wohnhaus (Umgebinde) und Stallgebäude eines Bauernhofes                                                                        | Teichstraße 2 (Karte)       | Um 1750                                                      | Das Wohnhaus mit altertümlicher Fachwerkkonstruktion (Andreaskreuze) ist eines der seltenen Beispiele eines sichtbar erhaltenen Umgebindes in der Groitzscher Region, heimat- und baugeschichtlich von großer Bedeutung. Das Fachwerkwohnhaus besitzt zwei Geschosse und unregelmäßige Achsen, offenliegendes Fachwerk, originale Öffnungen und war bereits in der DDR-Denkmalliste verzeichnet. | 09258001 |
|                                         | Wohnhaus, zwei Seitengebäude und Scheune eines Vierseithofes                                                                   | Teichstraße 3 (Karte)       | Um 1800                                                      | Bäuerliche Wirtschaftsgebäude in Fachwerkbauweise, eine gut erhaltene Hofanlage von ortsbildprägendem Charakter, heimat- und baugeschichtlich von Bedeutung. Das Wohnhaus besitzt zwei Geschosse, vermutlich Fachwerk verputzt, und ist stark verändert, eine große Fachwerkscheune mit offenliegendem Fachwerk, originale Öffnungen, Wirtschaftsgebäude. | 09258000 |
| Direkt Bild zu diesem Denkmal hochladen | Wohnhaus, daran angebautes Stallgebäude und Scheune eines Zweiseithofes                                                        | Teichstraße 4 (Karte)       | Ende 18. Jahrhundert, später überformt                       | Das Wohnhaus besitzt im Obergeschoss hofseitig Fachwerk, Zwillingsfenster im Giebel, ein wichtiger Bestandteil der historischen Ortskernbebauung, heimat- und baugeschichtlich von Bedeutung. Das Wohnhaus hat zwei Geschosse und ist giebelständig, teils mit offenliegendem Fachwerk, die Giebelseite wurde um 1900 verputzt, Stuckgliederung der Wirtschaftsgebäude, offenliegendes Fachwerk und Verbretterung. | 09258002 |
| Direkt Bild zu diesem Denkmal hochladen | Seitengebäude eines Bauernhofes über winkelförmigem Grundriss                                                                  | Teichstraße 7 (Karte)       | Um 1830                                                      | Im Obergeschoss Fachwerk mit Thüringer-Leiter-Motiv, heimat- und baugeschichtliche Bedeutung, ortsbildprägend. Das Gebäude besitzt zwei Geschosse, unregelmäßige Achsen, das Erdgeschoss ist massiv, im Obergeschoss offenliegendes Fachwerk. | 09255338 |
| Direkt Bild zu diesem Denkmal hochladen | Wohnhaus und Toreinfahrt (mit Pforte) eines Bauernhofes                                                                        | Teichstraße 8 (Karte)       | Um 1760                                                      | Im Obergeschoss Fachwerk, drei Sandsteintorpfeiler als Hofzugang, als Teil der historischen Ortskernbebauung heimat- und baugeschichtlich von Bedeutung. Das Gebäude besitzt zwei Geschosse, ein Schleppdach, Krüppelwalmdach, das Erdgeschoss ist massiv, im Obergeschoss offenliegendes Lehmfachwerk. Drei Sandsteintorpfeiler bezeichnet mit 1880. | 09258016 |
| Direkt Bild zu diesem Denkmal hochladen | Wohnhaus (Umgebinde), Stallgebäude und Toreinfahrt (mit Pforte) eines Bauernhofes                                              | Teichstraße 10 (Karte)      | 1784 (Bauernhaus); um 1870 (Seitengebäude)                   | Das Wohnhaus besitzt im Obergeschoss Fachwerk, ein seltenes Beispiel eines sichtbar erhaltenen Umgebindes, heimat- und baugeschichtlich von Bedeutung. Ein Umgebindehaus mit zwei Geschossen, unregelmäßige Achsen, offenes Fachwerk im Obergeschoss, die Giebelseite verputzt, Stallgebäude, Backstein massiv, offenliegendes Fachwerk, Torpfeiler, Sandstein, bezeichnet mit 1814. | 09258004 |

## Audigast
| Bild                                    | Bezeichnung                                             | Lage                           | Datierung | Beschreibung | ID       |
| --------------------------------------- | ------------------------------------------------------- | ------------------------------ | --- | --- | -------- |
| Direkt Bild zu diesem Denkmal hochladen | Pfarrhaus und Seitengebäude eines Pfarrhofes            | Audigast 2 (Karte)             | Um 1790 (Seitengebäude); im Kern um 1830 (Pfarrhaus) | Das Pfarrhaus und Seitengebäude eines Pfarrhofes in Fachwerk und Putz sind ein wichtiges Ensemble mit dem selten erhaltenen Beispiel einer Oberlaube, bau-, kirchen- und ortsgeschichtlich von Bedeutung. | 09258043 |
|                                         | Denkmal für die Gefallenen des Ersten Weltkrieges       | Audigast 2 (gegenüber) (Karte) | Um 1920 | Die Stele mit Zinnenkranzandeutung und drei Einzeltafeln ist ortsgeschichtlich von Bedeutung. | 09258031 |
| Weitere Bilder                          | St.-Martinskirche mit Ausstattung                       | Audigast 3 (Karte)             | 2. Hälfte 15. Jahrhundert, im Kern älter (Kirche); 2. Hälfte 15. Jahrhundert (Sakramentsnische); Anfang 16. Jahrhundert (Kruzifix); 1653 (Messingkronleuchter); 1826 (Orgel) | Im Kern mittelalterliche Chorturmkirche, barock überformt, baugeschichtlich, künstlerisch, ortsgeschichtlich und ortsbildprägend von Bedeutung. Die Kirche besitzt einen polygonalen gotischen Chor aus der zweiten Hälfte des 15. Jahrhunderts, 1680–1685 barockisiert, der Chorturm hat einen romanischen Unterbau und einen achteckigen Turmaufsatz mit Zwiebelhaube. Im barocken Schiff befinden sich eine gotische Sakramentsnische und ein barocker Kreuzaltar, der Sakristeianbau ist in Fachwerkbauweise errichtet.                                | 09258029 |
| Weitere Bilder                          | Herrenhaus des Rittergutes und Gutspark                 | Audigast 4 (Karte)             | 1753 | Das Haus mit einer schlichten Putzfassade mit Sandsteingliederung ist ein gut erhaltener Barockbau von ortsgeschichtlicher, regionalgeschichtlicher, baugeschichtlicher, kulturgeschichtlicher und künstlerischer Bedeutung, die Parkanlage mit Wallgraben ist von gartenkünstlerischer Bedeutung. Das Gebäude besitzt zwei Geschosse, neun Achsen, einen Mittelrisalit und ein Mansarddach, Putzfassade. Original sind Fenster und Türgewände aus Sandstein, die Haustür und das Treppenhaus erhalten. (1962 von R. Sturm-Francke und I. Kittel erfasst). | 09258425 |
| Direkt Bild zu diesem Denkmal hochladen | Wohnhaus, Seitengebäude und Scheune eines Dreiseithofes | Audigast 10 (Karte)            | Um 1820 | Ensemble von Fachwerkbauten, ortsbildprägende Hofanlage mit gut erhaltenen Details, heimat- und baugeschichtlich von Bedeutung. Das Wohnhaus hat zwei Geschosse, unregelmäßige Achsen, Krüppelwalmdach, das Erdgeschoss und Giebel sind massiv, das Obergeschoss mit offenliegendem Fachwerk. Die große Scheune besteht aus offenliegendem Lehmfachwerk, die Seitengebäude im Obergeschoss aus Fachwerk, der Stall mit Gewölbe auf Natursteinsäulen. | 09258032 |
| Direkt Bild zu diesem Denkmal hochladen | Wohnhaus eines Bauernhofes                              | Audigast 63 (Karte)            | Um 1800 | Das Obergeschoss besteht aus verkleidetem Fachwerk, im Kern ein gut erhaltenes Beispiel dörflicher Architektur, heimat- und baugeschichtlich von Bedeutung. Das Gebäude besitzt zwei Geschosse in unregelmäßigen Achsen, teils massiv, teils offenliegendes Fachwerk, kleine Fensteröffnungen im Obergeschoss. | 09258041 |

## Auligk
| Bild                                    | Bezeichnung                                                                                              | Lage                      | Datierung | Beschreibung | ID       |
| --------------------------------------- | --- | ------------------------- | --- | --- | -------- |
| Weitere Bilder                          | Sächsisch-Preußischer Grenzstein: Pilar Nr. 73 linkselbisch                                              | (Flurstück 278/1) (Karte) | Nach 1828 | Siehe auch Sachgesamtheit 09305644; vermessungs- und landesgeschichtlich von Bedeutung als Zeitdokument der historischen Grenzziehung zwischen Sachsen und Preußen nach dem Wiener Kongress 1815 | 09305507 |
| Weitere Bilder                          | Kirche mit Ausstattung                                                                                   | Auligk (Karte)            | Im Kern 14. Jahrhundert oder älter, später überformt (Kirche); um 1500 (Kruzifix); 1628 (Kanzel); bezeichnet mit 1639 (Aufsatz); 1889 (Orgel) | Schlichter Putzbau, Saalkirche, Chorfenster spitzbogig, eingezogener Chorturm mit Schweifhaube, ortsgeschichtlich, baugeschichtlich, künstlerisch, kirchengeschichtlich und städtebaulich (ortsbildprägend) von Bedeutung. Chorturmkirche mit geradem Chorschluss, barocke Haube. | 09258137 |
| Direkt Bild zu diesem Denkmal hochladen | Einfriedungsmauer des Friedhofs mit Friedhofstor, Gedenkstein für 13 Opfer des Faschismus                | Auligk (Karte)            | 19. Jahrhundert (Friedhof); um 1960 (Gedenkstein)                                                                                             | Einfriedung verputzte Ziegelmauer mit Pfosten und Mauerfeldern, Sandsteintorpfeiler, Gedenkstein schlanke Steinstele mit Inschrift, orts- und zeitgeschichtlich von Bedeutung. - Friedhofsmauer: aus dem 19. Jahrhundert - Gedenkstein: Stele aus schwarzem Granit auf Sockel, Inschrift „13/ Opfer/ des/ Faschismus“ - Grabmäler des 19. und 20. Jahrhunderts: 2013 kein nennenswerter Bestand an historischen Grabmälern | 09258153 |
| Direkt Bild zu diesem Denkmal hochladen | Zwei Seitengebäude und Toreinfahrt eines Bauernhofes                                                     | Auligk 10 (Karte)         | Um 1850 (Seitengebäude); um 1900 (Seitengebäude)                                                                                              | Seitengebäude mit Fachwerk-Obergeschoss, das zweite ein verputzter Massivbau mit Zwillingsfenster im Giebel, Hofzufahrt mit Sandsteintorpfeilern, Teil der historischen Ortskernbebauung, heimat- und baugeschichtlich von Bedeutung. - quergelagerter Stall: mit zwei Geschossen, offenliegendes Fachwerk im Obergeschoss, Erdgeschoss und Giebelseite verputzt um 1850 - giebelständiger Stall: mit zwei Geschossen, massiv verputzt, um 1900 - zwei Sandsteintorpfeiler, Radabweiser | 09258154 |
| Weitere Bilder                          | Steinkreuz                                                                                               | Auligk 13 (bei) (Karte)   | 14./15. Jahrhundert | Sandstein, möglicherweise einst Grenzstein zwischen den Bistümern Zeitz und Merseburg, geschichtlich von Bedeutung, nicht am ursprünglichen Standort | 09304761 |
|                                         | Wohnhaus (wohl Verwalterhaus) und Taubenhaus des Rittergutes Auligk unteren Teils, Oberhof               | Auligk 16 (Karte)         | Um 1780 | Beide Gebäude Obergeschoss Fachwerk und Mansarddach, bau-, orts- und regionalgeschichtliche Bedeutung, ortsbildprägend. - Wohnhaus: zwei Geschosse, 3:5 Achsen mit eingeschossigem Anbau, Mansarddach, Putzfassade - Taubenhaus auf quadratischem Grundriss: zwei Geschosse, Erdgeschoss verputzt, Obergeschoss offenliegendes Fachwerk, Mansarddach - Scheune (abgebrochen): massiv in Backstein, verputzt, Krüppelwalmdach, Zwerghäuschen, Ende 19. Jahrhundert | 09258158 |
|                                         | Herrenhaus des Rittergutes Auligk unteren Teils, Oberhof                                                 | Auligk 20 (Karte)         | Um 1790, später überformt | Schlichter Putzbau mit Mansarddach und Mittelrisalit mit Dreiecksgiebel, regional-, orts-, bau- und kulturgeschichtlich von Bedeutung, ortsbildprägend. Zwei Geschosse, fünf Achsen, Mittelrisalit mit Dreiecksgiebel, Mansarddach, markanter Barockbau. | 09258148 |
| Direkt Bild zu diesem Denkmal hochladen | Wohnhaus                                                                                                 | Auligk 25 (Karte)         | Um 1800 | Ländliches Wohnhaus mit aufwendiger Fachwerkkonstruktion, ortsbildprägendes Gebäude mit originalen Details, heimat- und baugeschichtlich von Bedeutung. Zwei Geschosse, zwei Achsen, giebelständig, Erdgeschoss massiv, Obergeschoss offenliegendes Fachwerk, Lehmausfachung. | 09258147 |
|                                         | Herrenhaus, zwei Wirtschaftsgebäude und Toranlage des Rittergutes Auligk unteren Teils, Unterhof         | Auligk 31 (Karte)         | Bezeichnet mit 1810 | Repräsentatives klassizistisches Herrenhaus, Wirtschaftsgebäude mit Fachwerk-Obergeschoss, drei Sandsteinpfeiler als Hofzufahrt, ortsgeschichtliche, künstlerische, kulturgeschichtliche und ortsbildprägende (städtebauliche) Bedeutung. - Wohnhaus: zwei Geschosse, elf Achsen, Mittelrisalit mit Dreiecksgiebel, Walmdach, Putzfassade mit Stuckgliederung, über ursprünglichem Eingang im Mittelrisalit bezeichnet mit „FRIED. AUG. IMAN. VON GOERSHEN/ ERBAUT IM IAHR MDCCCX“ - Wirtschaftsgebäude: Erdgeschoss massiv, Obergeschoss offenliegendes Fachwerk, drei Sandsteintorpfeiler | 09258139 |
| Direkt Bild zu diesem Denkmal hochladen | Wohnstallhaus und Seitengebäude eines ehemaligen Dreiseithofes, dazu Hofmauer mit Toreinfahrt und Pforte | Auligk 52 (Karte)         | Um 1750 | Zwei Fachwerkhäuser, Seitengebäude mit altertümlicher Fachwerkkonstruktion (Andreaskreuze), Oberlaube von Seltenheitswert, heimat- und baugeschichtliche Bedeutung. - Wohnhaus: zweigeschossig, Satteldach, giebelständig, Erdgeschoss und Giebel teilmassiv, Obergeschoss und Giebel offenliegendes Fachwerk, Abseite - Seitengebäude: zwei geschossig, Satteldach, Erdgeschoss massiv, Obergeschoss Fachwerk, teils Lehm-, teils Ziegelausfachung, am Giebel bis Traufhöhe gemauert, Andreaskreuze, Oberlaube | 09258149 |
| Direkt Bild zu diesem Denkmal hochladen | Wirtschaftsgebäude des Rittergutes Auligk oberen Teils                                                   | Auligk 53 (Karte)         | Um 1820 | Fachwerkgebäude, orts- und regionalgeschichtliche Bedeutung. Zwei Geschosse in nicht durchgehenden Achsen, Erdgeschoss teilmassiv, Giebel massiv, Obergeschoss offenliegendes Lehmfachwerk, Sandsteintürgewände, originale Haustür. Das wohl im ersten Drittel des 19. Jahrhunderts errichtete Gebäude gehörte einst zu der ausgedehnte Hofanlage des ehem. Rittergutes Auligk oberer Teil (Auligk hatte bemerkenswerterweise ehemals drei Rittergüter), die im südwestlich Teil des Dorfes lag. Leider ist von den Baulichkeiten dieses in seiner Geschichte weit zurückreichenden Rittersitzes kaum etwas im historischen Zustand erhalten geblieben. Insbesondere ist der Verlust des Herrenhauses zu beklagen. Es befand sich im hinteren Teil des Hofes, auf der Südseite. Die Wirtschaftsbauten des Ritterguts Auligk obern Teils bestehen zwar größtenteils noch in ihrer Grundstruktur, sind aber aufgrund entstellender Veränderungen in der Mehrheit ohne weiteren Zeugniswert. So bleibt nur dieses Fachwerkgebäude, das Teil der Südseitenbebauung des ehem. Rittergutshofes ist, als historisches Relikt mit denkmalrelevanter Aussagefähigkeit. Zum einen verweist es auf die Existenz der ehem. Rittergutsanlage Auligk obern Teils. Es verkörpert in diesem Sinne einen ortsgeschichtlichen Aussagewert. Zum anderen legt es als Wirtschaftsgebäude auch allgemein Zeugnis ab über Art und Weise der Landwirtschaft in der Vergangenheit. Dabei weist der Bau interessante Besonderheiten auf, u. a. die partiell erhaltene Fachwerkkonstruktion des Erdgeschosses. An den hier erhaltenen Einflugöffnungen ist erkennbar, dass das Gebäude zum einen der Tierhaltung (Taubenschlag) diente. Wahrscheinlich war das Erdgeschoss einst vollständig oder weitgehend als Stallung genutzt. Zum andern hatte das Gebäude im Oberstock die Funktion eines Speichers. Auffällig sind die regelmäßig angeordneten Lüftungsöffnungen, die auf die Trocknung von Erntegut hindeuten. Vielleicht erfolgte diese im Zusammenhang mit der Brau- und Brenngerechtigkeit, die das Rittergut besaß. Es ist aber auch überliefert, dass der Anbau von Kamille, Gewürzen und Zwiebeln am Ort stark verbreitet war, wofür ebenfalls Trocknungsplätze gebraucht wurden. An dem Wirtschaftsgebäude zeigt sich, wie in der ländlichen Architektur überzeugende, durchaus auch ästhetisch motivierte Gestaltungslösungen aus Funktionsanforderungen hervorgingen. Unter diesem Aspekt ist es ein Zeugnis der allgemeinen ländlichen Bauentwicklung im regionalen Rahmen. Als ein durch Sondernutzung geprägter Bau unterscheidet er sich andererseits deutlich von der Mehrzahl der in historischer Form überlieferten, regionaltypischen Landwirtschaftsgebäude und hat damit auch Seltenheitswert. | 09258150 |
| Direkt Bild zu diesem Denkmal hochladen | Häuslerhaus                                                                                              | Auligk 55 (Karte)         | Um 1790 | Fachwerkbau, sozial- und baugeschichtliche Bedeutung. Zwei Geschosse in nicht durchgehenden Achsen, giebelständig, Erdgeschoss massiv, Obergeschoss teils offenliegendes Fachwerk, teils verputzt. | 09258151 |
| Direkt Bild zu diesem Denkmal hochladen | Wohnhaus eines Bauernhofes                                                                               | Auligk 62 (Karte)         | Um 1800 | Obergeschoss Fachwerk mit Thüringer-Leiter-Motiv, Teil einer historischen Straßenzeile, heimat- und baugeschichtlich von Bedeutung. Zwei Geschosse, zwei Achsen, giebelständig, Erdgeschoss und Giebel massiv, Obergeschoss offenliegendes Fachwerk. | 09258152 |

## Berndorf
| Bild                                    | Bezeichnung | Lage                | Datierung                                     | Beschreibung | ID       |
| --------------------------------------- | --- | ------------------- | --------------------------------------------- | --- | -------- |
| Direkt Bild zu diesem Denkmal hochladen | Postmeilensäule | Berndorf (Karte)    | Teilweise Kopie, Original bezeichnet mit 1722 | Kursächsische Postmeilensäulen (Sachgesamtheit), Kopie eines Viertelmeilensteins (zum Teil original), versetzt, verkehrs- und regionalgeschichtlich von Bedeutung. Kursächsischer Viertelmeilenstein aus Sandstein mit verschiedenen Inschriften „A.R“, „1722“, der Reihennummer 49 und dem Posthornzeichen lag an der wenig bedeutenden Poststraße Borna–Lobstädt–Schleenhain–Berndorf–Langendorf–Tröglitz–Zeitz. 1935 wurde der bis dahin zweckentfremdete Stein restauriert und wieder aufgestellt. 1960 wurde er erneut restauriert und gegenüber der ehemaligen Chaussee-Geld-Einnahme zwischen Berndorf und Lucka, der ehemaligen Grenze zwischen Kursachsen und Herzogtum Altenburg, mit ergänztem Oberteil wieder aufgestellt. 1975 wurde der Stein nochmals versetzt, um aufgrund des Braunkohlentagebaus 1980 schließlich an den heutigen Standort gesetzt zu werden. Der Sockel aus Granit wurde erneuert. stelenförmig, nach unten breiter werdend, beidseitig bezeichnet mit AR 1722 und Posthornzeichen, ursprünglicher Standort gegenüber ehemaligem Zollhaus von Lucka, 1980 Umsetzung nach Berndorf, 1983, sowie vor 2013 restauriert. | 09258330 |
| Direkt Bild zu diesem Denkmal hochladen | Wohnhaus eines Bauernhofes                                                                                           | Berndorf 4 (Karte)  | Um 1820                                       | Obergeschoss Fachwerk, Teil der historischen Ortsbebauung, heimat- und baugeschichtlich von Bedeutung. Zwei Geschosse in nicht durchgehenden Achsen, Krüppelwalmdach, Erdgeschoss massiv, Obergeschoss offenliegendes Fachwerk, Giebel verputzt. | 09258332 |
| Direkt Bild zu diesem Denkmal hochladen | Wohnhaus eines Bauernhofes                                                                                           | Berndorf 8 (Karte)  | Um 1800                                       | Obergeschoss Fachwerk, verputzt, am Giebel freiliegend, Teil der historischen Ortskernbebauung, heimat- und baugeschichtlich von Bedeutung. Zwei Geschosse in nicht durchgehenden Achsen, Erdgeschoss massiv, Obergeschoss Fachwerk verputzt, Giebel offenliegendes Fachwerk. | 09258328 |
| Direkt Bild zu diesem Denkmal hochladen | Wohnhaus eines Vierseithofes                                                                                         | Berndorf 10 (Karte) | Um 1800                                       | Obergeschoss Fachwerk mit Thüringer-Leiter-Motiv, Teil der historischen Dorfbebauung, heimat- und baugeschichtlich von Bedeutung. Zwei Geschosse in nicht durchgehenden Achsen, giebelständig, Erdgeschoss und Giebel massiv erneuert, Obergeschoss offenliegendes Lehmfachwerk, zum Teil alte Fenster. | 09258327 |
| Direkt Bild zu diesem Denkmal hochladen | Mühlengebäude, zwei Seitengebäude, Scheune und Mühlgraben eines Mühlenanwesens, mit Mühlentechnik (Berndorfer Mühle) | Berndorf 28 (Karte) | Um 1737 (Mühle); 1773 Dendro (Seitengebäude)  | Gut erhaltene Mühlenanlage mit besonderen Details, die bis in das 16. Jahrhundert zurückreichen, teils Fachwerk-, teils Massivbauweise, im nördlichen Seitengebäude bemerkenswerte Raumausmalung im Rokokostil, bau-, orts-, kultur- und technikgeschichtlich von Bedeutung. Mühle 1537 unter Amtmann Günther von Bünau erstmals erwähnt, 1737 heutige Mühle erbaut (im Anbau Wetterfahne bezeichnet mit 1737) Mühlenanwesen bestehend aus Mühlengebäude, zwei Seitengebäuden, Scheune und Mühlgraben, mit Mühlentechnik. - Mühlengebäude: zwei Geschosse, unregelmäßige Achsen, Mansardendach, teils offenliegendes Fachwerk, teils verputzt, originale Fensteröffnungen mit Sandsteingewänden, technische Ausstattung aus der 1. Hälfte des 20. Jahrhunderts nahezu vollständig erhalten - Seitengebäude: zweigeschossig, Krüppelwalmdach, Erdgeschoss und Giebel massiv, Obergeschoss offenliegendes Fachwerk, im Obergeschoss Porstube/Bauernsaal mit Rokokoausmalung aus der Zeit um 1800 - Scheune: massiv, verputzt, Satteldach - Seitengebäude: eingeschossig, massiv, verputzt Der Mühlgraben fließt unter dem Wohnhaus hindurch.              | 09258357 |
| Direkt Bild zu diesem Denkmal hochladen | Brücke über den Mühlgraben der Berndorfer Mühle                                                                      | K 7951 (Karte)      | Um 1800                                       | Bogenbrücke in Bruchsteinmauerwerk, verkehrsgeschichtliche Bedeutung | 09307482 |

## Brösen
| Bild                                    | Bezeichnung | Lage                | Datierung | Beschreibung | ID       |
| --------------------------------------- | --- | ------------------- | --- | --- | -------- |
| Direkt Bild zu diesem Denkmal hochladen | Seitengebäude eines Bauernhofes | Am Anger 1 (Karte)  | Um 1820 | Obergeschoss Fachwerk, gut erhaltenes Stallgebäude des 19. Jahrhunderts, heimat- und baugeschichtlich von Bedeutung. Zwei Geschosse, Erdgeschoss massiv, Obergeschoss offenliegendes Fachwerk. Abbruch am 25. Februar 1998 genehmigt. | 09258220 |
| Direkt Bild zu diesem Denkmal hochladen | Wohnhaus, Seitengebäude und Toreinfahrt (mit Pforte) eines Dreiseithofes                                                                        | Am Anger 3 (Karte)  | Um 1800 (Bauernhaus); bezeichnet mit 1889 (Toreinfahrt)                                                                            | Wohnhaus Obergeschoss strebenreiches Fachwerk, Gebäude von ortsbildprägendem Charakter, Toreinfahrt mit Sandsteinpfeilern, heimat- und baugeschichtlich von Bedeutung. - Wohnhaus: zwei Geschosse, unregelmäßige Achsen, traufständig, Erdgeschoss massiv, Obergeschoss offenliegendes Fachwerk, Giebel verputzt - Stallgebäude: zwei Geschosse, Hofseite verputzt, stark überformt, Rückseite im Obergeschoss offenliegendes Fachwerk - drei Sandsteintorpfeiler | 09258218 |
| Direkt Bild zu diesem Denkmal hochladen | Seitengebäude eines Vierseithofes | Am Anger 5 (Karte)  | Um 1850 | Fachwerk mit Lehmausfachung im Obergeschoss, heimat- und baugeschichtlich von Bedeutung. Stall, zwei Geschosse, Erdgeschoss und Sockel aus Sandstein, Obergeschoss offenliegendes Fachwerk mit Lehmausfachung. | 09258216 |
|                                         | Wohnstallhaus, Torhaus, Seitengebäude, Taubenhaus und Hofpflasterung sowie Vorgarten mit Einfriedung eines ehemaligen Vierseithofes (Köhlerhof) | Am Anger 6 (Karte)  | Bezeichnet mit 1723, später erweitert (Wohnstallhaus); bezeichnet mit 1811 (Torhaus); Mitte 19. Jahrhundert (Stall und Taubenhaus) | Überwiegend Fachwerkgebäude, große und weitgehend geschlossen erhaltene Hofanlage von heimat-, bau- und ortsgeschichtlicher Bedeutung. - Wohnstallhaus: zwei Geschosse, unregelmäßige Achsen, giebelständig, Erdgeschoss massiv, Obergeschoss offenliegendes Fachwerk bezeichnet mit 1723 und 1856, im Innern Bauernstube mit Bretterdecke - Stallgebäude: Erdgeschoss massiv, Obergeschoss offenliegendes Fachwerk, Gewölbe des Kuhstalles auf drei Paar Sandsteinsäulen - großes quergelagertes Torhaus: mit großer korbbogiger Toreinfahrt um 1680, erneuert - im Hof Pflasterung und frei stehendes Taubenhaus mit hölzernem achteckigem Aufbau mit Zeltdach auf Sandsteinpfeiler | 09258213 |
| Direkt Bild zu diesem Denkmal hochladen | Wohnstallhaus, Seitengebäude und Torpfeiler eines Bauernhofes                                                                                   | Am Anger 7 (Karte)  | Um 1820 | Wohnstallhaus Obergeschoss eng stehendes Fachwerk, Seitengebäude Putzbau mit Klinkergliederung, ortsbildprägende Lage, heimat- und baugeschichtlich von Bedeutung. - Wohnstallhaus: zwei Geschosse, unregelmäßige Achsen, Krüppelwalmdach, giebelständig, Obergeschoss offenliegendes Fachwerk, Erdgeschoss massiv - Stallgebäude: zwei Geschosse, giebelständig, aufwendige Putz-Klinkergliederung | 09258214 |
| Direkt Bild zu diesem Denkmal hochladen | Seitengebäude eines Bauernhofes | Am Anger 8 (Karte)  | 1851, laut Inschrift | Obergeschoss Fachwerk, aufwändige Giebelinschrift, heimat- und baugeschichtlich von Bedeutung. - Seitengebäude: zwei Geschosse, giebelständig, Erdgeschoss massiv, Obergeschoss teils offenliegendes Fachwerk, teils Putz, Giebel offenliegendes Fachwerk - Scheune (2012 Teilabbruch festgestellt, 2014 Streichung): offenliegendes Fachwerk an Traufseite, massive Giebelseiten | 09258215 |
| Direkt Bild zu diesem Denkmal hochladen | Seitengebäude und Toreinfahrt (mit Pforte) eines Bauernhofes                                                                                    | Am Anger 10 (Karte) | Um 1800 | Obergeschoss engstehendes Fachwerk, Sandstein-Torpfeiler, Gebäude von ortsbildprägendem Charakter, heimat- und baugeschichtlich von Bedeutung. Zwei Geschosse, unregelmäßige Achsen, giebelständig, Krüppelwalmdach, Erdgeschoss massiv Backstein verputzt, Obergeschoss und Giebel offenliegendes Lehmfachwerk, vier Sandsteintorpfeiler um 1880. | 09258222 |

## Cöllnitz
| Bild                                    | Bezeichnung                            | Lage               | Datierung | Beschreibung | ID       |
| --------------------------------------- | -------------------------------------- | ------------------ | --------- | --- | -------- |
|                                         | Wohnhaus eines Vierseithofes           | Cöllnitz 4 (Karte) | Um 1800   | Obergeschoss engstehendes Fachwerk, gut erhaltener Teil der historischen Ortskernbebauung, baugeschichtlich von Bedeutung. Zwei Geschosse in nicht durchgehenden Achsen, traufständig, Erdgeschoss und hinterer Teil massiv, Obergeschoss offenliegendes Fachwerk. | 09258302 |
| Direkt Bild zu diesem Denkmal hochladen | Scheune und Pforte eines Vierseithofes | Cöllnitz 5 (Karte) | Um 1880   | Scheune Fachwerkbau, heimat- und baugeschichtliche Bedeutung. Große Fachwerkscheune, Pforte mit Sandsteinpfeilern. | 09258301 |

## Droßkau
| Bild | Bezeichnung | Lage              | Datierung                                                                      | Beschreibung | ID       |
| ---- | --- | ----------------- | ------------------------------------------------------------------------------ | --- | -------- |
|      | Wohnhaus, Stallgebäude, Auszugshaus und Scheune eines Vierseithofes, dazu Hofpflaster, Einfriedung des Gartens und Toranlage (mit Torbogen und zwei Pforten) | Droßkau 4 (Karte) | Um 1750 (Auszugshaus); bezeichnet mit 1749 (Toreinfahrt); um 1900 (Bauernhaus) | Die beiden Seitengebäude Obergeschoss Fachwerk, Wohnhaus ein gründerzeitlicher Putzbau mit Ziegelsteingliederung, massive Scheune, bedeutende und geschlossen erhaltene Hofanlage von stark ortsbildprägendem Charakter, bau- und heimatgeschichtlich von Bedeutung. - Wohnhaus: zwei Geschosse, vier Achsen, stark gegliederter Baukörper mit Risaliten, Giebeln, Backstein und Putz - zwei große Scheunen: Backstein und Fachwerk, Stall und Altenteil, Erdgeschoss massiv, Obergeschoss offenliegendes Fachwerk - große Toranlage: aus Backstein, datiert 1749, saniert vor 2001 | 09258311 |

## Gatzen
| Bild                                    | Bezeichnung | Lage                   | Datierung | Beschreibung | ID       |
| --------------------------------------- | --- | ---------------------- | --- | --- | -------- |
|                                         | Transformatorenstation | Gatzen (Karte)         | Um 1925 | Pagodentyp, Zeugnis für die Entwicklung der Energieversorgung in der Region, technikgeschichtlich von Bedeutung | 09304765 |
| Weitere Bilder                          | Kirche mit Ausstattung, Einfriedung des Kirchhofs mit drei Toren sowie Gedenkstein für die Völkerschlacht bei Leipzig auf dem Kirchhof         | Gatzen (Karte)         | 12. Jahrhundert (Kirche); 17. Jahrhundert (Schiff); um 1700 (Kirchenausstattung und Kanzelaltar); 1705 (Patronatsloge) | Im Kern romanische Saalkirche mit querrechteckigem Westturm, gotisch und barock überformt, baugeschichtlich, ortsgeschichtlich, künstlerisch und ortsbildprägend von Bedeutung. - Kirche: Westwerk romanisch, Schiff vorwiegend Barock 17. Jahrhundert - Kirchhofeinfriedung: weitgehend verputzte Ziegelmauer mit Pfosten, abschnittsweise auch Holzzaun, Haupttor zum Kirchhof im Südwesten, von Bogen überfangene Durchfahrt mit Holztoren, daneben Leutepforte, nördlich kleines Tor als Bogendurchgang, westliches Tor gemauerte und verputzte Pfosten mit schmiedeeisernen Torflügeln - Gedenkstein für die Völkerschlacht bei Leipzig: Steinpyramide, einst auf dem Schulgelände (Gatzen 28), 2009 am neuen Ort auf dem Gatzener Friedhof eingeweiht | 09258196 |
| Direkt Bild zu diesem Denkmal hochladen | Scheune eines Vierseithofes | Gatzen 2 (Karte)       | Um 1820 | Fachwerk-Scheune, Teil der historischen Ortskernbebauung, heimat- und baugeschichtlich von Bedeutung, offenliegendes Fachwerk. | 09258199 |
| Direkt Bild zu diesem Denkmal hochladen | Wohnhaus eines Bauernhofes | Gatzen 6 (Karte)       | Um 1750, später überformt                                                                                              | Obergeschoss zum Teil Fachwerk, Außenseite mit K-Streben, Zwillingsfenster im massiven Giebel, heimat- und baugeschichtlich von Bedeutung. Zwei Geschosse, unregelmäßige Achsen, teils massiv, teils Fachwerk, Wilde-Mann-Figur im Obergeschoss. | 09258204 |
| Direkt Bild zu diesem Denkmal hochladen | Seitengebäude eines Dreiseithofes | Gatzen 14 (Karte)      | Um 1820 | Obergeschoss Fachwerk, Teil der historischen Ortskernbebauung, bau- und heimatgeschichtlich von Bedeutung. Zwei Geschosse, giebelständig, Krüppelwalmdach, Erdgeschoss und Giebel verputzt, Obergeschoss offenliegendes Fachwerk. | 09258207 |
| Direkt Bild zu diesem Denkmal hochladen | Schulgebäude | Gatzen 28 (Karte)      | 1895–1896 | Sparsam gestaltete Putzfassade, historistisches Schulgebäude von orts- und sozialgeschichtlicher Bedeutung. Zwei Geschosse, acht Achsen, Putzbau mit Putzgliederung. | 09258201 |
| Direkt Bild zu diesem Denkmal hochladen | Wohnhaus, Stallgebäude, Scheune und Toranlage (mit Pforte) eines Dreiseithofes                                                                 | Gatzen 34 (Karte)      | Um 1750 (Bauernhaus); um 1820 (Scheune); bezeichnet mit 1867 (Toreinfahrt)                                             | Geschlossen erhaltenes Gehöft in Fachwerkbauweise, baugeschichtlich bedeutende Hofanlage im historischen Ortskern, bildprägende Lage am Kirchhof, bau- und heimatgeschichtlich von Bedeutung. - Wohnhaus: zwei Geschosse, unregelmäßige Achsen, Erdgeschoss Stampflehm, Obergeschoss offenliegendes Fachwerk, Giebel verputzt, Krüppelwalmdach, Schleppdach - große Fachwerkscheune - Stall: Erdgeschoss massiv, Obergeschoss offenliegendes Fachwerk - drei Torpfeiler: verputzt | 09258198 |
|                                         | Wohnhaus | Gatzen 35 (Karte)      | Um 1840 | Ländliches Gebäude, Obergeschoss engstehendes Fachwerk mit Thüringer-Leiter-Motiv, Teil der historischen Ortskernbebauung in unmittelbarer Lage am Kirchhof, wahrscheinlich ehemals Kirchschule, heimat- und baugeschichtliche Bedeutung. Zwei Geschosse, unregelmäßige Achsen, Erdgeschoss massiv, Obergeschoss offenliegendes Fachwerk, Dachform verändert. | 09258197 |
| Direkt Bild zu diesem Denkmal hochladen | Wohnhaus (Nr. 38), Auszugshaus (Nr. 38a), Seitengebäude, Scheune und zwei Toreinfahrten (mit Pforten) eines Vierseithofes sowie Hofpflasterung | Gatzen 38, 38a (Karte) | Um 1905 | Aufwändig gestaltete Klinker-Putz-Bauten, große und geschlossene Hofanlage des beginnenden 20. Jahrhunderts, bau- und heimatgeschichtlich von Bedeutung. - Wohnhaus: zwei Geschosse, 6:3 Achsen, Krüppelwalmdach, Mittelrisalit, aufwendige Klinker- und Putzgliederung - Wirtschaftsgebäude: zwei Geschosse, teils Krüppelwalmdach, teils Satteldach, aufwendige Klinker und Putzgliederung der Fassade - große Querscheune | 09258200 |

## Großpriesligk
| Bild                                    | Bezeichnung                | Lage                         | Datierung           | Beschreibung | ID       |
| --------------------------------------- | -------------------------- | ---------------------------- | ------------------- | --- | -------- |
| Direkt Bild zu diesem Denkmal hochladen | Villa Horn mit Einfriedung | Cöllnitzer Straße 4 (Karte)  | Um 1905             | Kubischer Putzbau mit Jugendstildekor, Hauptfront mit Erkervorbau, seitliches Dachtürmchen, baugeschichtlich von Bedeutung. Zwei Geschosse, stark gegliederter Baukörper, Erker, Turm, Mansarddach, Putzfassade mit Stuckgliederung, original: Fenster, Haustür mit Klinke, Wandfliesen, Treppenhaus, Bodenfliesen, Treppenhausfenster mit farbiger Verglasung, Jalousieblenden. | 09258007 |
|                                         | Gasthof mit Saalanbau      | Cöllnitzer Straße 14 (Karte) | Um 1840 und um 1900 | Putzfassade mit Klinkergliederung, historischer Gasthof mit ortsbildprägendem Charakter, ortsgeschichtliche und städtebauliche (ortsbildprägende) Bedeutung. Zwei Geschosse, fünf Achsen, stark verändert, turmartiger Anbau mit Zeltdach und Saalanbau um 1900. | 09257995 |

## Großstolpen
| Bild                                    | Bezeichnung                                                                                                  | Lage                        | Datierung                                                                        | Beschreibung | ID       |
| --------------------------------------- | --- | --------------------------- | -------------------------------------------------------------------------------- | --- | -------- |
| Direkt Bild zu diesem Denkmal hochladen | Wohnhaus und Mühlengebäude einer Wassermühle                                                                 | Großstolpen 14, 14a (Karte) | 1820                                                                             | Wohnhaus mit Fachwerk-Obergeschoss, Mühle Putzbau, zu Wohnzwecken umgebaut, ursprünglich Klinkergliederungen, heimat- und technikgeschichtlich von Bedeutung. - Wohnhaus: zwei Geschosse, traufständig, Krüppelwalmdach, Erdgeschoss massiv, Obergeschoss offenliegendes Fachwerk, Erdgeschoss überformt, originale Fensteröffnungen im Obergeschoss - Mühlengebäude: drei Geschosse, sieben Achsen, Putz-Klinkergliederung | 09256061 |
| Direkt Bild zu diesem Denkmal hochladen | Seitengebäude (Wohnstallhaus) eines Bauernhofes                                                              | Großstolpen 29 (Karte)      | Um 1800                                                                          | Alte Ortslage Kleinstolpen, Obergeschoss Fachwerk, Teil der historischen Dorfstruktur, heimat- und baugeschichtlich von Bedeutung. Zwei Geschosse, giebelständig, Krüppelwalmdach, Erdgeschoss massiv, Obergeschoss Fachwerk verputzt, Giebel offenliegendes Fachwerk. | 09258382 |
| Direkt Bild zu diesem Denkmal hochladen | Wohnhaus, Seitengebäude mit angebautem Stall und Toreinfahrt eines ehemaligen Dreiseithofes                  | Großstolpen 32 (Karte)      | Um 1800                                                                          | Wohnhaus im Kern wohl Fachwerkbau, verputzt, Satteldach, Seitengebäude Obergeschoss Fachwerk, Krüppelwalmdach, Hofzufahrt mit Sandsteintorpfeilern, ortsbildprägende Hofanlage in alter Ortslage Kleinstolpen, heimat- und baugeschichtlich von Bedeutung. - Wohnhaus: zwei Geschosse, unregelmäßige Achsen, Putzfassade, Satteldach - Seitengebäude, wohl mit Auszug: zwei Geschosse, unregelmäßige Achsen, Krüppelwalmdach, Erdgeschoss verputzt, Obergeschoss und Giebel offenliegendes Fachwerk - Stall: oberer Teil in Fachwerk - Toreinfahrt: drei Sandsteintorpfeiler um 1880 | 09258380 |
| Direkt Bild zu diesem Denkmal hochladen | Seitengebäude und Toreinfahrt (mit Pforte) eines Vierseithofes                                               | Großstolpen 38 (Karte)      | Um 1820 (Seitengebäude); bezeichnet mit 1817 (Toreinfahrt)                       | Fachwerkbau, Toreinfahrt Sandsteinpfeiler in klassizistischen Formen, Teil der historischen Dorfkernbebauung, heimat- und baugeschichtlich von Bedeutung. - Seitengebäude: zwei Geschosse, unregelmäßige Achsen, Erdgeschoss verputzt, Obergeschoss und Giebel offenliegendes Fachwerk, originale Öffnungen, Giebeldreieck verbrettert – Fachwerkgeschoss nach Sturm Totalschaden, massiv ausgemauert - Toreinfahrt: Schlussstein über der Pforte bezeichnet mit „A (?) 1817“ | 09258386 |
| Direkt Bild zu diesem Denkmal hochladen | Wohnhaus und Seitengebäude eines Vierseithofes, dazu Toreinfahrt (mit Pforte) und Einfriedung des Vorgartens | Großstolpen 39 (Karte)      | Um 1780                                                                          | Markante Fachwerkbauten, Wohnhaus in spätbarocker Form, mit Mansarddach und enggestellter Fachwerkkonstruktion, Vorgarten mit originaler eiserner Einfriedung, prägender Bestandteil des Ortsbildes, baugeschichtlich, heimatgeschichtlich und städtebaulich (ortsbildprägend) von Bedeutung. - Wohnhaus: zwei Geschosse, 6:3 Achsen, Mittelrisalit mit breitem Zwerchhaus, Mansarddach, Erdgeschoss massiv, Obergeschoss und Giebel offenliegendes Lehmfachwerk - Seitengebäude (Stall und Altenteil): zwei Geschosse, giebelständig, Krüppelwalmdach, Erdgeschoss massiv, Obergeschoss und Giebel offenliegendes Lehmfachwerk - drei Sandsteintorpfeiler mit Vasenaufsätzen, zwei Radabweiser - Einfriedung Beton und Schmiedeeisen um 1900    | 09255954 |
| Direkt Bild zu diesem Denkmal hochladen | Wohnhaus, Seitengebäude und Toreinfahrt eines Bauernhofes                                                    | Großstolpen 42 (Karte)      | Um 1780 (Bauernhaus); um 1900 (Toreinfahrt); bezeichnet mit 1901 (Seitengebäude) | Wohnhaus Obergeschoss Fachwerk, Seitengebäude Putzbau mit aufwendiger Klinkergliederung, drei Sandsteintorpfeiler der Hofzufahrt, heimat- und baugeschichtliche Bedeutung. - Wohnhaus: zwei Geschosse, giebelständig, zwei Achsen, Erdgeschoss massiv, Obergeschoss offenliegendes Fachwerk, Giebel verputzt, originale Sandsteinsohlbänke und -gewände, Querscheune offenliegendes Fachwerk - Seitengebäude (Stall und Altenteil): zwei Geschosse, unregelmäßige Achsen, giebelständig, aufwendige Putz-Klinkergliederung - drei Sandsteintorpfeiler, zwei Radabweiser - Scheune vor 2012 abgebrochen und durch Neubau ersetzt (Anschrift: Großstolpen 42a) - kleiner Fachwerkschuppen mit Giebelverbretterung, traufständig – Abbruch vor 2003 | 09255955 |

## Hemmendorf
| Bild                                    | Bezeichnung | Lage                 | Datierung                                                                  | Beschreibung | ID       |
| --------------------------------------- | --- | -------------------- | -------------------------------------------------------------------------- | --- | -------- |
|                                         | Seitengebäude über winkligem Grundriss und Toreinfahrt (mit Pforte) eines ehemaligen Vierseithofes                            | Hemmendorf 1 (Karte) | Um 1825                                                                    | Fachwerkbau mit Thüringer-Leiter-Motiv, regionaltypische Hofzufahrt mit drei Sandsteintorpfeilern in klassizistischen Formen, heimat- und baugeschichtlich von Bedeutung. Winkelgebäude aus Stall und Altenteil: zwei Geschosse, unregelmäßige Achsen, einseitiges Krüppelwalmdach, Erdgeschoss verputzt, Obergeschoss und Giebel offenliegendes Fachwerk, drei Sandsteintorpfeiler.                                | 09258359 |
| Direkt Bild zu diesem Denkmal hochladen | Seitengebäude (mit Oberlaube) über winkligem Grundriss und Toranlage (mit Torbogen und Pforte) eines ehemaligen Vierseithofes | Hemmendorf 3 (Karte) | Spätes 18. Jahrhundert (Seitengebäude); bezeichnet mit 1822 (Schlussstein) | Fachwerkbau mit Thüringer-Leiter-Motiv, als Oberlaubenhaus von besonderem Wert, stattliche Toranlage mit Schmuckelementen in Sandstein, heimat- und baugeschichtlich von Bedeutung. Winkelgebäude aus Stall und Altenteil: zwei Geschosse, unregelmäßige Achsen, Krüppelwalmdach, Erdgeschoss verputzt, Obergeschoss offenliegendes Fachwerk, Oberlaube zum Hof, originale Fensteröffnungen, teils Sprossenfenster. | 09258360 |
| Direkt Bild zu diesem Denkmal hochladen | Wohnhaus eines Bauernhofes | Hemmendorf 4 (Karte) | Um 1800                                                                    | Fachwerkbau, teils mit Andreaskreuzen, heimat- und baugeschichtlich von Bedeutung. Zwei Geschosse, unregelmäßige Achsen, Erdgeschoss verputzt, Natursteinsockel, Obergeschoss und Giebel offenliegendes Fachwerk, originale Fensteröffnungen im Giebel und Obergeschoss, teils Sprossenfenster. | 09258361 |

## Hohendorf
| Bild                                    | Bezeichnung | Lage                 | Datierung | Beschreibung | ID       |
| --------------------------------------- | --- | -------------------- | --- | --- | -------- |
| Weitere Bilder                          | Kirche mit Ausstattung, dazu Kirchhof mit Umfassungsmauer sowie ein barocker Grabstein und ein barockes Grabmal auf dem Kirchhof | Hohendorf (Karte)    | Um 1500 (Kirche); um 1430 (Altar und Einzelfigur); um 1515 (Schmerzensmutter); bezeichnet mit „HS 1519“ (Anna Selbdritt) | Gotische Kirche mit markantem Westturm, Backstein-Treppengiebel an seitlichem Anbau, historisches Kirchhofsareal mit teils in Naturstein, teils Ziegel ausgeführter Einfriedungsmauer, baugeschichtlich, baukünstlerisch, ortsgeschichtlich und ortsbildprägend (städtebaulich) von Bedeutung. - Kirche: einschiffige Halle, 5/8 Chorschluss, Maßwerkfenster - Grabstein: um 1700, Sandstein, verwittert, bewegter Umriss, ovales, von einer Girlande umrahmtes Inschriftfeld, vegetabile Schmuckelemente - Grabmal: 18. Jahrhundert, Sandstein, über einer mit tuchverhüllten Vase kniende Engelsfigur 1992–1997 renoviert. | 09258318 |
| Direkt Bild zu diesem Denkmal hochladen | Wohnstallhaus eines ehemaligen Dreiseithofes                                                                                     | Hohendorf 4 (Karte)  | 1780 laut Inschrift | Fachwerkbau, ehemals mit Umgebinde, Teil der historischen Ortskernbebauung, heimat- und baugeschichtliche Bedeutung. Das Gebäude war einst das Wohnhaus einer der ortstypischen Dreiseithöfe am Dorfplatz, es wurde nach Inschrift am Türsturz der Bauernstube 1780 errichtet. Zweigeschossiger Bau mit nicht durchgehenden Achsen, der Wohnteil im Erdgeschoss massiv – allerdings mit Resten des ehemaligen Umgebindes – und im Obergeschoss in zweirieglige Fachwerkkonstruktion mit weitem Traufüberstand ausgeführt, wobei der Giebel besonders reich gestaltet ist. Im Obergeschoss Türen des 19. Jahrhunderts, liegender Dachstuhl. Der platzabgewandte Stallbereich besteht vorwiegend aus jüngerem Ziegelmauerwerk, ursprünglich war auch dieser Gebäudeteil mit Fachwerk gebaut, wie an der äußeren Traufseite des Hauses zu erkennen ist. Im Inneren historische Ausstattungselemente erhalten, besonders hervorzuheben die profilierte Brettdecke der Wohnstube und der beschriftete und datierte Türsturz (leider ausgebaut) bezeichnet mit „Gott + mit uns/ CTZBH (Herz) CSTDBM/1780“ und originale Tür, Obergeschoss und Giebel offenliegendes Lehmfachwerk, Erdgeschoss und Stall um 1900 massiv erneuert. Das Bauernhaus verweist auf die regionale (westsächsische) Entwicklung der ländlichen Bauweise um 1800. In der ehemaligen Umgebindekonstruktion und der Ausprägung des Fachwerks zeigen sich enge Verbindungen zum reichen Fachwerkbau des Altenburger Landes. Zudem veranschaulicht es die früheren dörfliche Lebens- und Wirtschaftsverhältnisse. Unter diesen Aspekten verkörpert das Objekt heimat- und baugeschichtliche Aussagewerte. | 09258325 |
| Direkt Bild zu diesem Denkmal hochladen | Pfarrhof mit Pfarrhaus, Seitengebäude und Scheune                                                                                | Hohendorf 24 (Karte) | Um 1800 | Pfarrhaus verputzter Massivbau, Seitengebäude Obergeschoss Fachwerk, Scheune Lehmwellerbau, teils Ziegelausbesserungen, Fachwerkgiebel, heimat-, kirchen- und ortsgeschichtliche Bedeutung. - Pfarrhaus: zwei Geschosse, 3:6 Achsen, Krüppelwalmdach, Backstein verputzt, einige Porphyrgewände - Seitengebäude: offenliegendes Fachwerk, Verbretterung | 09258322 |
| Direkt Bild zu diesem Denkmal hochladen | Ehemalige Schule und Scheune | Hohendorf 27 (Karte) | 1878 (Schule); 1900 (Scheune)                                                                                            | Schulgebäude schlichter Putzbau, Scheune teils Fachwerk, teils verputztes Ziegelmauerwerk, orts- und sozialgeschichtliche Bedeutung, ortsbildprägende Lage am Kirchhof. - Schule: zwei Geschosse auf hohem Sockelgeschoss, 5:4:3 Achsen, Walmdach, originale Haustür - Scheune: teils Fachwerk, teils Ziegel, Satteldach | 09258320 |

## Kleinhermsdorf
| Bild                                    | Bezeichnung                | Lage                     | Datierung | Beschreibung | ID       |
| --------------------------------------- | -------------------------- | ------------------------ | --------- | --- | -------- |
| Direkt Bild zu diesem Denkmal hochladen | Wohnhaus eines Bauernhofes | Kleinhermsdorf 9 (Karte) | Um 1800   | Fachwerkbau, ortsbildprägende Lage, heimat- und baugeschichtlich von Bedeutung. Wohnhaus eines Kleinbauerngehöfts, eingeschossig, traufständig verputzt, Giebelseite offenliegendes Fachwerk, einer der wenigen erhaltenen und zudem nur geringfügig veränderten Fachwerkbauten des Ortes in zentraler Lage. | 09258368 |

## Kleinprießligk
| Bild                                    | Bezeichnung                                                               | Lage                     | Datierung | Beschreibung | ID       |
| --------------------------------------- | ------------------------------------------------------------------------- | ------------------------ | --- | --- | -------- |
| Direkt Bild zu diesem Denkmal hochladen | Wohnhaus, zwei Seitengebäude, Scheune und Toreinfahrt eines Vierseithofes | Kleinprießligk 3 (Karte) | Um 1800 (Bauernhaus); um 1770 (Stallgebäude); 19. Jahrhundert (Toreinfahrt); 2. Hälfte 19. Jh. (Auszugshaus); um 1890 (Scheune) | Wohnhaus mit Fachwerk-Obergeschoss und klassizistischem Türstock, Seitengebäude und Scheune Massivbauten, stattlicher Vierseithof mit Wirkung im Ortsbild, heimat- und baugeschichtliche Bedeutung sowie ortsbildprägend. - Wohnhaus: zweigeschossig, Krüppelwalmdach, Erdgeschoss massiv, vorwiegend Bruchstein, Obergeschoss teils massiv, teils Fachwerk, Gliederungselemente (Fensterrahmungen, Gesimse) in Sandstein, unregelmäßige Achsen - Seitengebäude (Stall): eingeschossig, Sandstein und Backstein mit Resten von Sandsteingliederung und -schmuck (Sockel, Eckquaderung, Fenstergewände, Rosette), Krüppelwalmdach - Seitengebäude (Altenteil): zweigeschossig, Satteldach, Ziegelbau, verputzt, mit wenigen Sandsteinelementen (Stockwerksgesims, Sohlbänke, Verdachungen) - Scheune: Ziegelbau, verputzt, zweitorig, Treppengiebel, Blendbögen, Klinkerelemente - Toreinfahrt: drei Sandsteinpfeiler | 09258028 |
| Direkt Bild zu diesem Denkmal hochladen | Wohnhaus                                                                  | Kleinprießligk 4 (Karte) | 1842 (nach Auskunft) | Ländliches Wohnhaus mit Fachwerk-Obergeschoss, Thüringer-Leiter-Motiv, bau- und heimatgeschichtlich von Bedeutung. Zwei Geschosse, unregelmäßige Achsen, Erdgeschoss und Giebel Backstein massiv, Obergeschoss offenliegendes Fachwerk mit Lehmausfachung, originale Haustür. | 09258026 |

## Langenhain
| Bild                                    | Bezeichnung                                                                           | Lage                  | Datierung                                      | Beschreibung | ID       |
| --------------------------------------- | ------------------------------------------------------------------------------------- | --------------------- | ---------------------------------------------- | --- | -------- |
| Direkt Bild zu diesem Denkmal hochladen | Seitengebäude und Toreinfahrt eines ehemaligen Bauernhofes                            | Langenhain 4 (Karte)  | Um 1820 (Seitengebäude); um 1850 (Toreinfahrt) | Fachwerkbau mit Thüringer-Leiter-Motiv, drei Sandsteintorpfeiler als Hofzufahrt, ortsbildprägende Lage, heimat- und baugeschichtlich von Bedeutung. - Seitengebäude (Stall mit Altenteil): zwei Geschosse, unregelmäßige Achsen, Krüppelwalmdach, Giebel zur Straßengabelung ausgerichtet - Toreinfahrt: Sandsteinpfeiler, wahrscheinlich von anderem Ort hierher umgesetzt - Wohnhaus auf Winkelgrundriss (4A, Flurstück 2/1): zwei Geschosse, unregelmäßige Achsen, Backstein verputzt, Streichung 2007 wegen gravierender Veränderungen | 09258225 |
| Direkt Bild zu diesem Denkmal hochladen | Wohnhaus, zwei Stallgebäude, Scheune und Toreinfahrt (mit Pforte) eines Vierseithofes | Langenhain 7 (Karte)  | Um 1790 (Bauernhaus); um 1900 (Seitengebäude)  | Wohnhaus Obergeschoss Fachwerk mit Thüringer-Leiter-Motiv, Wirtschaftsgebäude Putzbauten mit Klinkergliederung, große, gut erhaltene Hofanlage mit Gebäuden aus mehreren Bauphasen, bau- und ortsgeschichtlich von Bedeutung. - Wohnhaus: zwei Geschosse, unregelmäßige Achsen, Krüppelwalmdach und Mansarddach, traufständig, Erdgeschoss massiv, Obergeschoss offenliegendes Fachwerk - zwei Stallgebäude und Querscheune: Klinker und Putz - drei Torpfeiler: verputzt                                                                  | 09258228 |
| Direkt Bild zu diesem Denkmal hochladen | Wohnhaus (Umgebinde) eines Dreiseithofes                                              | Langenhain 10 (Karte) | Um 1720                                        | Fachwerkbau, reiche Giebelgestaltung, K-Streben, ältestes im Ort erhaltenes Fachwerkhaus mit seltenen Motiven, heimat- und baugeschichtlich von Bedeutung. Zwei Geschosse, unregelmäßige Achsen, giebelständig, Lehmfachwerk. | 09258230 |
| Direkt Bild zu diesem Denkmal hochladen | Scheune eines Bauernhofes                                                             | Langenhain 11 (Karte) | Um 1840                                        | Fachwerkbau, zweitorig, heimat- und baugeschichtlich von Bedeutung. Fachwerk, Satteldach, Verbretterung der Giebelseite. | 09258231 |
| Direkt Bild zu diesem Denkmal hochladen | Wohnhaus (mit Stallanbau), Seitengebäude und Scheune eines Dreiseithofes              | Langenhain 13 (Karte) | Um 1820 (Bauernhaus); um 1840 (Scheune)        | Wohnhaus und Scheune Fachwerkbauten, am Wohnhaus Thüringer-Leiter-Motiv, Stallanbau und Seitengebäude massive Putzbauten, weitgehend authentische Hofanlage, heimat- und baugeschichtliche Bedeutung. - Wohnhaus: zwei Geschosse, unregelmäßige Achsen, giebelständig, Krüppelwalmdach, Erdgeschoss massiv, Obergeschoss teils offenliegendes Fachwerk, teils Putz - Seitengebäude: zwei Geschosse, giebelständig, Krüppelwalmdach - Scheune: Fachwerk im regelmäßigen Raster                                                              | 09258232 |
| Direkt Bild zu diesem Denkmal hochladen | Wohnhaus eines Vierseithofes                                                          | Langenhain 14 (Karte) | Um 1820                                        | Fachwerkbau, Fachwerkkonstruktion im regelmäßigen Raster, Thüringer-Leiter-Motiv, Teil der historischen Ortskernbebauung, heimat- und baugeschichtlich von Bedeutung. Zwei Geschosse, unregelmäßige Achsen, giebelständig, Krüppelwalmdach, Giebelseite und Erdgeschoss verputzt, Erdgeschoss massiv, Obergeschoss offenliegendes, engstehendes Fachwerk. | 09258233 |

## Löbnitz-Bennewitz
| Bild                                    | Bezeichnung | Lage                         | Datierung                                                              | Beschreibung | ID       |
| --------------------------------------- | --- | ---------------------------- | ---------------------------------------------------------------------- | --- | -------- |
| Weitere Bilder                          | Sächsisch-Preußischer Grenzstein: Pilar Nr. 72 (linkselbisch) sowie 106 Läufersteine                                      | (Flurstück 169) (Karte)      | Nach 1828                                                              | Siehe auch Sachgesamtheit 09305644; vermessungs- und landesgeschichtlich von Bedeutung als Zeitdokument der historischen Grenzziehung zwischen Sachsen und Preußen nach dem Wiener Kongress 1815 | 09305506 |
|                                         | Kriegerdenkmal für die Gefallenen des Ersten Weltkrieges                                                                  | Löbnitz-Bennewitz (Karte)    | Um 1920                                                                | Obelisk über mehrfach gestuftem Sockel, Betonguss, orts- und zeitgeschichtlich von Bedeutung, Relief | 09258180 |
| Direkt Bild zu diesem Denkmal hochladen | Wohnhaus und östliche Scheune eines ehemaligen Vierseithofes                                                              | Löbnitz-Bennewitz 12 (Karte) | Um 1780 (Wohnhaus); um 1830 (Scheune)                                  | Wohnhaus Obergeschoss engstehendes Fachwerk mit Thüringer-Leiter-Motiv, reicher, landschaftstypischer Fachwerkbau, heimat- und baugeschichtlich von Bedeutung. Zwei Geschosse, unregelmäßige Achsen, Erdgeschoss massiv, Obergeschoss und Giebel offenliegendes Lehmfachwerk, Scheune Fachwerk. | 09258193 |
| Direkt Bild zu diesem Denkmal hochladen | Seitengebäude eines Bauernhofes                                                                                           | Löbnitz-Bennewitz 13 (Karte) | Um 1800                                                                | Zu Wohnzwecken umgebaut, Obergeschoss Fachwerk, Teil der historischen Ortskernbebauung, heimat- und baugeschichtlich von Bedeutung, - Seitengebäude: Erdgeschoss massiv, Obergeschoss offenliegendes Fachwerk - Wohnhaus: zwei Geschosse, verputzt, Abbruch vor 2012 | 09258192 |
|                                         | Wohnhaus und zwei Seitengebäude eines ehemaligen Vierseithofes                                                            | Löbnitz-Bennewitz 14 (Karte) | Um 1800 (Bauernhaus); um 1830 (Seitengebäude); um 1890 (Seitengebäude) | Wohnhaus und traufständiges Seitengebäude Fachwerkbauten, anderes Seitengebäude jüngerer Massivbau, ortsbildprägende Hofanlage mit historischen Details, heimat- und baugeschichtliche Bedeutung. - Wohnhaus: zwei Geschosse, unregelmäßige Achsen, Erdgeschoss massiv, Obergeschoss offenliegendes Fachwerk, klassizistische Haustür mit Oberlicht - Scheune vor 2012 abgebrochen | 09258191 |
|                                         | Wohnhaus, zwei Seitengebäude über winkelförmigem Grundriss und Scheune eines Bauernhofes, dazu Toreinfahrt an der Scheune | Löbnitz-Bennewitz 16 (Karte) | Um 1830 (Bauernhaus); um 1900 (Scheune)                                | Wohnhaus stattlicher Fachwerkbau, Giebel massiv, Stallgebäude Putzbauten, Scheune weitgehend verputzter Ziegelbau mit Klinkergliederungen, drei Sandsteintorpfeiler als Hofeinfahrt, große Hofanlage von strukturprägendem Charakter, bau- und heimatgeschichtlich von Bedeutung. - Wohnhaus: zwei Geschosse, unregelmäßige Achsen, Krüppelwalmdach, Erdgeschoss massiv, Obergeschoss offenliegendes Fachwerk, Giebel verputzt, drei Sandsteintorpfeiler - große Scheune - Seitengebäude: teils massives Sockelgeschoss aus Sandstein, Obergeschoss verputzt                                                         | 09258190 |
| Direkt Bild zu diesem Denkmal hochladen | Wohnhaus (Umgebinde und Blockstube), Seitengebäude, Schuppen und Hoftor eines Bauernhofes                                 | Löbnitz-Bennewitz 17 (Karte) | Bezeichnet mit 1822 (Türgewände); bezeichnet mit 1832 (Tor)            | Fachwerkbauten, bemerkenswertes Hoftor in Holzkonstruktion, authentisch erhaltene Hofanlage mit bedeutenden Details, Zeugnis der westsächsischen Umgebindehauslandschaft, heimat- und baugeschichtlich von Bedeutung. - Wohnhaus: zwei Geschosse, unregelmäßige Achsen, Krüppelwalmdach, Lehmfachwerk, im Erdgeschoss Blockstube (deren Türgewände an der Zimmerseite mit 1822 bezeichnet) mit Holzbalkendecke mit Einschub, der Unterzug gekehlt - Schuppen: Eichenfachwerk - Hoftor (bezeichnet mit 1832): aus Holz mit Tordurchfahrt und Nebentür                                                                 | 09258189 |
| Direkt Bild zu diesem Denkmal hochladen | Toreinfahrt eines ehemaligen Dreiseithofes                                                                                | Löbnitz-Bennewitz 19 (Karte) | Um 1850                                                                | Zwei Sandsteintorpfeiler mit Vasenaufsätzen in klassizistischer Gestaltung, ortsbildprägendes Detail, heimatgeschichtlich von Bedeutung. Zwei Torpfeiler, Sandstein mit Vasenaufsätzen. | 09258188 |
|                                         | Wohnstallhaus (Umgebinde) eines Bauernhofes                                                                               | Löbnitz-Bennewitz 30 (Karte) | Um 1780                                                                | Strebenreicher Fachwerkbau mit straßenbildprägender Wirkung, Zeugnis der westsächsischen Umgebindehauslandschaft, heimat- und baugeschichtlich von Bedeutung. Zwei Geschosse, unregelmäßige Achsen, Krüppelwalmdach, Erdgeschoss massiv, Obergeschoss offenliegendes Fachwerk. | 09258178 |
| Direkt Bild zu diesem Denkmal hochladen | Wohnhaus (Umgebinde), Seitengebäude, Schuppen und Toreinfahrt (mit Pforte) eines Bauernhofes                              | Löbnitz-Bennewitz 34 (Karte) | Um 1790                                                                | Wohnhaus Fachwerkbau mit Thüringer-Leiter-Motiv, Beispiel der einst regionaltypischen Umgebindekonstruktion, Seitengebäude Obergeschoss Fachwerk, drei Sandsteintorpfeiler als Hofzugang, ortsbildprägend, bau- und heimatgeschichtlich von Bedeutung. - Wohnhaus: zwei Geschosse, unregelmäßige Achsen, Krüppelwalmdach, Erdgeschoss teilmassiv, Giebelseite und Obergeschoss Lehmfachwerk - Seitengebäude (Stall mit Altenteil): zwei Geschosse, unregelmäßige Achsen, Krüppelwalmdach, Erdgeschoss und Giebel verputzt, Obergeschoss offenliegendes Fachwerk - drei Sandsteintorpfeiler und Radabweiser           | 09258179 |
|                                         | Ehemaliges Herrenhaus des Ritterguts Löbnitz b. Groitzsch                                                                 | Löbnitz-Bennewitz 37 (Karte) | 1798                                                                   | Langgestreckter Putzbau im klassizistischen Stil, Geburtshaus der Ulrike von Levetzow mit hohem kulturgeschichtlichem und literaturgeschichtlichem Zeugniswert, als Hauptbestandteil des in der Region einst bedeutenden Rittergutes Löbnitz von regional-, orts-, bau- und kulturgeschichtlicher Bedeutung. Zweigeschossig, Erdgeschoss massiv, Obergeschoss möglicherweise Fachwerk, insgesamt verputzt, Satteldach, einst mit Fledermausgaupen, Erdgeschossfenster ursprünglich wohl stichbogig geschlossen, Obergeschossfenster mit Fensterläden, Gebäude gegenwärtig stark durch jüngere Veränderungen geprägt. | 09304764 |
| Direkt Bild zu diesem Denkmal hochladen | Wohnhaus, ehemals Kopfteil des Schafstalls vom Rittergut Löbnitz b. Groitzsch                                             | Löbnitz-Bennewitz 38 (Karte) | Um 1800                                                                | Verputzter Fachwerkbau, als ehemaliger Bestandteil eines Rittergutes von ortshistorischer und kulturgeschichtlicher Bedeutung, auch Zeugnis der Schafhaltung früherer Zeiten. Zwei Geschosse, unregelmäßige Achsen, Krüppelwalmdach, Fachwerk in Ständerbauweise, verputzt. | 09258182 |
| Direkt Bild zu diesem Denkmal hochladen | Wohnhaus und Toreinfahrt (mit Pforte) eines Bauernhofes                                                                   | Löbnitz-Bennewitz 43 (Karte) | Um 1820                                                                | Fachwerkbau, drei Sandsteintorpfeiler als Hofzugang, Teil der historischen Ortskernbebauung, heimat- und baugeschichtlich von Bedeutung. Zwei Geschosse, Krüppelwalmdach, Erdgeschoss massiv, Obergeschoss offenliegendes Fachwerk im regelmäßigen Raster, Giebel verputzt, drei Sandsteintorpfeiler, Radabweiser. | 09258184 |
| Direkt Bild zu diesem Denkmal hochladen | Wohnhaus eines Bauernhofes                                                                                                | Löbnitz-Bennewitz 44 (Karte) | Um 1810                                                                | Fachwerkbau, Teil der historischen Ortskernbebauung, heimat- und baugeschichtlich von Bedeutung. Zwei Geschosse, unregelmäßige Achsen, Erdgeschoss massiv, Obergeschoss und Giebel offenliegendes Fachwerk. | 09258185 |
| Direkt Bild zu diesem Denkmal hochladen | Wohnhaus eines Dreiseithofes                                                                                              | Löbnitz-Bennewitz 45 (Karte) | 1790                                                                   | Fachwerkgebäude mit Resten eines Umgebindes im Erdgeschoss, reiche Giebelgestaltung, Teil der historischen Ortskernbebauung, heimat- und baugeschichtlich von Bedeutung. Zwei Geschosse, unregelmäßige Achsen, Erdgeschoss massiv mit Resten eines Umgebindes, Obergeschoss und Giebel offenliegendes Fachwerk. | 09258186 |
| Direkt Bild zu diesem Denkmal hochladen | Wohnstallhaus | Löbnitz-Bennewitz 48 (Karte) | Um 1800                                                                | Fachwerkbau, Teil der historischen Dorfbebauung in Randlage, heimat- und baugeschichtlich von Bedeutung. Zwei Geschosse, unregelmäßige Achsen, Erdgeschoss massiv, Obergeschoss und Giebel offenliegendes Fachwerk. | 09258187 |
| Direkt Bild zu diesem Denkmal hochladen | Wohnhaus | Löbnitz-Bennewitz 64 (Karte) | Um 1800                                                                | Strebensreicher Fachwerkbau, Thüringer-Leiter-Motiv, straßenbildprägende Lage, heimat- und baugeschichtlich von Bedeutung. Zwei Geschosse, unregelmäßige Achsen, Erdgeschoss massiv, Obergeschoss und Giebel offenliegendes Fachwerk. | 09258195 |

## Maltitz
| Bild                                    | Bezeichnung                                                 | Lage                                                                      | Datierung                                                   | Beschreibung | ID       |
| --------------------------------------- | ----------------------------------------------------------- | ------------------------------------------------------------------------- | ----------------------------------------------------------- | --- | -------- |
| Weitere Bilder                          | Sächsisch-Preußischer Grenzstein: Pilar Nr. 76 linkselbisch | (Flurstück 76/7, auf dem Gelände des ehemaligen Glaswerk Maltitz) (Karte) | Nach 1828                                                   | Siehe auch Sachgesamtheit 09305644; vermessungs- und landesgeschichtlich von Bedeutung als Zeitdokument der historischen Grenzziehung zwischen Sachsen und Preußen nach dem Wiener Kongress 1815 | 09305508 |
| Direkt Bild zu diesem Denkmal hochladen | Wohnhaus und Seitengebäude eines ehemaligen Vierseithofes   | Maltitz 2 (Karte)                                                         | 1656 Dendro (Bauernhaus); um 1750 (Auszugshaus)             | Fachwerkbauten, Wohnhaus mit Wilder-Mann-Figur und K-Streben, hausgeschichtlich bedeutendes Bauwerk mit seltenen Details, eines der ältesten Fachwerkhäuser in der Leipziger Region, heimat- und baugeschichtlich von Bedeutung. - Wohnhaus: zwei Geschosse, unregelmäßige Achsen, offenliegendes Lehmfachwerk mit wildem Mann, Erdgeschoss teils Lehm, teils Sandsteinmauerwerk, abgewandte Seite mit jüngerem Anbau - Seitengebäude (Stall und Altenteil): zwei Geschosse, unregelmäßige Achsen, Krüppelwalmdach, Erdgeschoss massiv, Obergeschoss offenliegendes Fachwerk Lehmfachwerk, Erdgeschoss in Sandstein und Ziegelmauerwerk, verputzt | 09258177 |
| Direkt Bild zu diesem Denkmal hochladen | Stallgebäude und Torbogen eines Vierseithofes               | Maltitz 6 (Karte)                                                         | Um 1800 (Seitengebäude); bezeichnet mit 1835 (Schlussstein) | Fachwerkbau, Torbogen verputztes Mauerwerk, Zeugnis der historischen Dorfbebauung, heimat- und baugeschichtlich von Bedeutung. Zwei Geschosse, Erdgeschoss verputzt, Obergeschoss offenliegendes Fachwerk, Erdgeschoss stark überformt, große Querscheune um 1900. Scheune und Hofpflasterung 2001 gestrichen. | 09258173 |

## Methewitz
| Bild                                    | Bezeichnung                                                  | Lage                | Datierung                                                                                                  | Beschreibung | ID       |
| --------------------------------------- | ------------------------------------------------------------ | ------------------- | --- | --- | -------- |
| Direkt Bild zu diesem Denkmal hochladen | Wohnhaus eines Bauernhofes                                   | Methewitz 6 (Karte) | Um 1800 | Fachwerkbau, ehemals Umgebinde, Thüringer-Leiter-Motiv, jüngere Abseite, Teil der historischen Ortsbebauung, heimat- und baugeschichtlich von Bedeutung. - Wohnhaus: zwei Geschosse, unregelmäßige Achsen, Krüppelwalmdach, Schleppdach, Erdgeschoss Stampflehm - Scheune (Abbruch 2004 festgestellt): Fachwerk, Fledermausgauben, stark baufällig | 09258170 |
| Direkt Bild zu diesem Denkmal hochladen | Wohnhaus, zwei Seitengebäude und Scheune eines Vierseithofes | Methewitz 7 (Karte) | Um 1820 (Bauernhaus); um 1850 (Seitengebäude und Scheune); letztes Drittel 19. Jahrhundert (Seitengebäude) | Weitgehend geschlossen erhaltene Hofanlage, vorwiegend in Fachwerkbauweise, heimat- und baugeschichtliche Bedeutung. - Wohnhaus: zweigeschossig, Erdgeschoss massiv, Obergeschoss Fachwerk, unregelmäßige Achsen, Krüppelwalmdach, Giebel verputzt, Abseite mit Risalit, dieser mit Dreieckgiebel und Putzgliederungen, Wohnstube wohl mit Brettdecke - Seitengebäude: zweigeschossig, Erdgeschoss massiv in Lehm, Obergeschoss Fachwerk, zugewandter Giebel massiv, abgewandter Giebel Fachwerk, oben verbrettert, Futterboden und Knechtstuben, sehr authentisch wirkendes Gebäude - Scheune: Fachwerk, mit Ziegeln ausgefacht | 09258172 |
| Direkt Bild zu diesem Denkmal hochladen | Wohnhaus eines Dreiseithofes                                 | Methewitz 8 (Karte) | Um 1840 | Fachwerkbau, Teil der historischen Ortskernbebauung, heimat- und baugeschichtlich von Bedeutung. Zwei Geschosse, Krüppelwalmdach, Erdgeschoss und Giebel verputzt, Obergeschoss Fachwerk in regelmäßigem Raster. | 09258171 |

## Michelwitz
| Bild                                    | Bezeichnung                                                                                                  | Lage                  | Datierung                                                                                   | Beschreibung | ID       |
| --------------------------------------- | --- | --------------------- | ------------------------------------------------------------------------------------------- | --- | -------- |
| Weitere Bilder                          | Kirche mit Ausstattung und Kirchhof mit Einfriedungsmauer und Torbogen sowie Kriegerdenkmal auf dem Kirchhof | Michelwitz (Karte)    | 14.–18. Jahrhundert (Kirche); um 1510 (Einzelfigur); 1897 (Orgel); um 1925 (Kriegerdenkmal) | Im Kern gotische Saalkirche mit reizvollem, barockem Westturm, Friedhofstor gemauerter und verputzter Torbogen mit Einfahrt und Leutepforte, Kirchhofeinfassung in Ziegelmauerwerk, Kriegerdenkmal Kunststeinstele mit Art-déco-Schmuck, von baugeschichtlicher, ortsbildprägender und ortsgeschichtlicher Bedeutung. Saalbau mit 5/8-Chorschluss, eingestellter Westturm mit barocker Haube. | 09258160 |
|                                         | Ehemaliges Pfarrhaus (Umgebinde) und Seitengebäude eines Pfarrhofes                                          | Michelwitz 3 (Karte)  | 1782 datiert                                                                                | Fachwerkbauten, am Pfarrhaus Thüringer-Leiter-Motiv, auch eingeschossiges Seitengebäude mit strebenreicher Konstruktion, Pfarrhaus Zeugnis der westsächsischen Umgebindehauslandschaft, ortsbildprägende Lage, heimatgeschichtlich, kirchen- und baugeschichtlich von Bedeutung. - Pfarrhaus: zwei Geschosse, 3:7 Achsen, Krüppelwalmdach, Erdgeschoss teils erneuert, Obergeschoss und Giebel offenliegendes Fachwerk mit Lehmausfachung - Seitengebäude: ein Geschoss, offenliegendes Fachwerk                                       | 09258166 |
| Direkt Bild zu diesem Denkmal hochladen | Wohnhaus und zwei Seitengebäude eines ehemaligen Vierseithofes                                               | Michelwitz 5 (Karte)  | 1820                                                                                        | Fachwerkbauten, Wohnhaus mit altertümlicher Fachwerkkonstruktion (Andreaskreuze), Teil der historischen Ortsbebauung, heimat- und baugeschichtlich von Bedeutung. - Wohnhaus: zwei Geschosse, unregelmäßige Achsen, Erdgeschoss verputzt, Obergeschoss offenliegendes Fachwerk, Giebel verschiefert - Seitengebäude: offenliegendes Fachwerk, Sandsteinsockel, Gewölbekeller | 09258168 |
| Direkt Bild zu diesem Denkmal hochladen | Wohnhaus, daran angebautes Stallgebäude und Scheune eines Bauernhofes                                        | Michelwitz 10 (Karte) | Um 1780 (Wohnhaus); um 1900 (Scheune)                                                       | Weitgehend geschlossen erhaltener Bauernhof in Fachwerkbauweise, Teil der historischen Ortsbebauung in strukturprägender Lage, heimat- und baugeschichtlich von Bedeutung. - Wohnhaus: zwei Geschosse, unregelmäßige Achsen, Erdgeschoss Stampflehm, Obergeschoss und Giebel offenliegendes Fachwerk - Seitengebäude: zwei Geschosse, Erdgeschoss massiv, Obergeschoss offenliegendes Fachwerk, Erweiterung um 1900, Krüppelwalm, Putz-Klinkergliederung im Obergeschoss, Erdgeschoss Klinker - Scheune: Fachwerkbau, Fledermausgauben | 09258164 |
| Direkt Bild zu diesem Denkmal hochladen | Stallgebäude und Toreinfahrt eines Bauernhofes                                                               | Michelwitz 12 (Karte) | Um 1905                                                                                     | Massivbau mit aufwendiger Putz-Klinker-Gliederung, Zeugnis der ländlichen Bauweise um 1900, straßenbildprägende Lage, heimat- und baugeschichtlich von Bedeutung. - Stallgebäude: zwei Geschosse, sieben Achsen, segmentbogiges Giebelfeld, aufwendige Putz-Klinkergliederung - drei Torpfeiler: verschiedenfarbige Klinker | 09258165 |
| Direkt Bild zu diesem Denkmal hochladen | Wohnhaus eines Bauernhofes                                                                                   | Michelwitz 17 (Karte) | Um 1840                                                                                     | Fachwerkbau, heimat- und baugeschichtlich von Bedeutung. Zwei Geschosse, unregelmäßige Achsen, Krüppelwalmdach, Erdgeschoss und Giebel massiv, verputzt, Obergeschoss offenliegendes Fachwerk. | 09258163 |

## Nehmitz
| Bild                                    | Bezeichnung                | Lage                | Datierung | Beschreibung | ID       |
| --------------------------------------- | -------------------------- | ------------------- | --------- | --- | -------- |
| Direkt Bild zu diesem Denkmal hochladen | Wohnhaus eines Bauernhofes | Nehmitz 21a (Karte) | Um 1790   | Fachwerkbau, Thüringer-Leiter-Motiv, straßenbildprägend, heimat- und baugeschichtlich von Bedeutung. Zwei Geschosse, unregelmäßige Achsen, Erdgeschoss verputzt, Obergeschoss und Giebel offenliegendes Fachwerk, mit teils originalen Fensteröffnungen im Obergeschoss. | 09258364 |

## Obertitz
| Bild                                    | Bezeichnung                                              | Lage                        | Datierung | Beschreibung | ID       |
| --------------------------------------- | -------------------------------------------------------- | --------------------------- | --------- | --- | -------- |
| Direkt Bild zu diesem Denkmal hochladen | Wohnhaus und Seitengebäude eines Bauernhofes             | Obertitz 5 (Karte)          | Um 1800   | Beide Gebäude Obergeschoss Fachwerk, zum Teil verputzt, straßenbildprägende Lage, heimat- und baugeschichtlich von Bedeutung. - Wohnhaus: zwei Geschosse in nicht durchgehenden Achsen, traufständig, Krüppelwalmdach, Erdgeschoss teils Stampflehm, sonst Fachwerk verputzt - Seitengebäude: zwei Geschosse, Erdgeschoss massiv, Obergeschoss offenliegendes Lehmfachwerk, Giebel teils Sandstein | 09258305 |
| Direkt Bild zu diesem Denkmal hochladen | Seitengebäude eines Dreiseithofes                        | Obertitz 6 (Karte)          | Um 1820   | Fachwerkbau, Fachwerkkonstruktion mit regelmäßigem Raster und Thüringer-Leiter-Motiv, ortsbildprägendes Gebäude, heimat- und baugeschichtlich von Bedeutung. Zwei Geschosse in nicht durchgehenden Achsen, Krüppelwalmdach, Erdgeschoss massiv, Obergeschoss offenliegendes Fachwerk, originale Fenster.                                                                                           | 09258303 |
|                                         | Seitengebäude eines Dreiseithofes                        | Obertitz 9 (Karte)          | Um 1820   | Fachwerkbau mit Thüringer-Leiter-Motiv, Teil der historischen Dorfkernbebauung, heimat- und baugeschichtliche Bedeutung. Zwei Geschosse in nicht durchgehenden Achsen, giebelständig, Erdgeschoss massiv, Obergeschoss offenliegendes Fachwerk. | 09258304 |
| Direkt Bild zu diesem Denkmal hochladen | Kriegerdenkmal für die Gefallenen des Ersten Weltkrieges | Obertitz 14 (neben) (Karte) | Nach 1918 | Kunststeinpostament mit Helm als Bekrönung, orts- und zeitgeschichtlich von Bedeutung, mit Inschrift „Den Opfern beider Weltkriege zum Gedenken“ | 09257264 |

## Oellschütz
| Bild                                    | Bezeichnung | Lage                             | Datierung                                  | Beschreibung | ID       |
| --------------------------------------- | --- | -------------------------------- | ------------------------------------------ | --- | -------- |
| Direkt Bild zu diesem Denkmal hochladen | Wohnhaus eines ehemaligen Dreiseithofes | Oellschütz 3 (Karte)             | Bezeichnet mit 1734, jüngere Veränderungen | Fachwerkbau, im Innern des älteren Teils Brettdecke, Zeugnis der historischen Ortsbebauung, heimat- und baugeschichtlich von Bedeutung. Zwei Geschosse, zwei Achsen, giebelständig, Erdgeschoss und Giebel massiv, Obergeschoss offenliegendes Fachwerk. | 09258237 |
| Direkt Bild zu diesem Denkmal hochladen | Wohnhaus, westliches Seitengebäude mit Altenteil und östliches Seitengebäude eines ehemaligen Vierseithofes, dazu Hofpflasterung und Toreinfahrt (mit Pforte) | Oellschütz 8 (Karte)             | Um 1820, später überformt                  | Stattliche Bauten, vorwiegend mit Fachwerkobergeschossen, von ortsbildprägender Wirkung, aufwändige Toranlage mit Sandsteinpfeilern, heimat- und baugeschichtliche Bedeutung. - Wohnhaus: zwei Geschosse, unregelmäßige Achsen, Krüppelwalmdach, vermutlich Fachwerk - westliches Seitengebäude mit Altenteil: Erdgeschoss massiv, Obergeschoss teils offenliegendes Fachwerk, teils verputzt (wohl über Mauerwerk), giebelständig, Krüppelwalmdach - östliches Seitengebäude: zweigeschossig, Erdgeschoss massiv, Obergeschoss Fachwerk - Toreinfahrt: bossierte Sandsteinpfeiler mit Kugelaufsätzen, Leutepforte mit Bogen geschlossen Die als Denkmal dazugehörende Scheune wurde 1996 abgebrochen. | 09258234 |
| Direkt Bild zu diesem Denkmal hochladen | Spritzenhaus | Oellschütz 9 (gegenüber) (Karte) | Um 1870                                    | Kleiner Fachwerkbau, Zeugnis der Feuerwehrgeschichte in der Region, heimat- und sozialgeschichtlich von Bedeutung. Quadratischer Grundriss, Satteldach, offenliegendes Fachwerk. | 09258238 |

## Pautzsch
| Bild                                    | Bezeichnung                                                       | Lage               | Datierung | Beschreibung | ID       |
| --------------------------------------- | ----------------------------------------------------------------- | ------------------ | --------- | --- | -------- |
| Direkt Bild zu diesem Denkmal hochladen | Seitengebäude, Toreinfahrt und Hofpflasterung eines Vierseithofes | Pautzsch 1 (Karte) | Um 1800   | Fachwerkgebäude, großer Torbogen in verputztem Mauerwerk mit Schlussstein, heimat- und baugeschichtlich von Bedeutung. Stallgebäude mit Fledermausgauben, offenes Fachwerk an den Seiten, Giebelseite verputzt. Toreinfahrt mit Rundbogen, Kämpferplatte, Keilstein, verputzt. | 09258159 |

## Pödelwitz
| Bild                                    | Bezeichnung                                                                  | Lage                 | Datierung                                                                                       | Beschreibung | ID       |
| --------------------------------------- | ---------------------------------------------------------------------------- | -------------------- | ----------------------------------------------------------------------------------------------- | --- | -------- |
| Weitere Bilder                          | Kirche mit Ausstattung sowie Kirchhof mit Einfriedung                        | Pödelwitz (Karte)    | 1. Hälfte 13. Jahrhundert (Kirche); um 1700 (Kanzelaltarwand); bezeichnet mit 1759 (Taufschale) | Barocker Saalbau mit eingezogenem langen Chor und Turm mit Zwiebelhaube, baugeschichtlich, ortsgeschichtlich und ortsbildprägend von Bedeutung. Achteckiger Chorturm mit Zwiebelhaube und Laternenaufsatz, klassizistisches Schiff, Kirchhofeinfriedung aus Ziegelmauerwerk, Mitte 19. Jahrhundert. | 09256063 |
| Weitere Bilder                          | Denkmal für die Gefallenen des Ersten Weltkriegs                             | Pödelwitz (Karte)    | Um 1925                                                                                         | Halbhoher Postamentstein in kleiner, gärtnerisch gestalteter Gedenkanlage auf Dreiecksplatz in der Ortsmitte, orts- und zeitgeschichtlich von Bedeutung | 09307556 |
| Direkt Bild zu diesem Denkmal hochladen | Zwei Seitengebäude, Scheune und Toreinfahrt (mit Pforte) eines Vierseithofes | Pödelwitz 3 (Karte)  | Um 1860                                                                                         | Fachwerkgebäude, gut erhaltene Teile einer Hofanlage von ortsbildprägendem Charakter, drei Sandsteintorpfeiler mit Vasenaufsätzen als Hofzufahrt, heimat- und baugeschichtlich von Bedeutung. - Stall: zwei Geschosse, giebelständig, Krüppelwalmdach, Erdgeschoss massiv, Obergeschoss offenliegendes Lehmfachwerk, Giebel Fachwerk und Putz, originale Fensteröffnungen - große Querscheune: offenliegendes Fachwerk, traufständiges Stallgebäude mit Krüppelwalmdach, Putzfassade - drei Sandsteintorpfeiler: mit Vasenaufsätzen, zwei Radabweiser                                                                                      | 09258389 |
|                                         | Wohnhaus und Seitengebäude eines Dreiseithofes                               | Pödelwitz 8 (Karte)  | 1779 Dendro (Scheune); 1829 Dendro (Bauernhaus); 1830 Dendro (Seitengebäude)                    | Obergeschoss engstehendes Fachwerk, Wohnhaus mit Zwillingsfenster im Giebel, heimat- und baugeschichtlich von Bedeutung. - Wohnhaus: zwei Geschosse, unregelmäßige Achsen, giebelständig, Krüppelwalmdach, Erdgeschoss massiv, Obergeschoss teils offenliegendes Fachwerk, teils Fachwerk verputzt, Giebel verputzt, im Giebelfeld zwei Rundbogenfenster - Seitengebäude (Stall und Altenteil): zwei Geschosse, unregelmäßige Achsen, giebelständig, Krüppelwalmdach, Erdgeschoss massiv, Obergeschoss teils offenliegendes Fachwerk, teils verputzt, Giebelseite verputzt                                                                 | 09256084 |
| Direkt Bild zu diesem Denkmal hochladen | Wohnhaus und Seitengebäude eines ehemaligen Dreiseithofes                    | Pödelwitz 10 (Karte) | Um 1800                                                                                         | Landschaftstypische Fachwerkgebäude, heimat- und baugeschichtlich von Bedeutung. - Wohnhaus: zwei Geschosse, unregelmäßige Achsen, Krüppelwalmdach, giebelständig, Erdgeschoss massiv, Obergeschoss teils offenliegendes Fachwerk, teils Putz, Giebelfront verputzt - Seitengebäude: Altenteil und Stall, zwei Geschosse, unregelmäßige Achsen, Erdgeschoss massiv, Obergeschoss offenliegendes Fachwerk, Dachstuhl zum Teil zerstört | 09256082 |
| Direkt Bild zu diesem Denkmal hochladen | Wohnhaus und Scheune eines Dreiseithofes                                     | Pödelwitz 11 (Karte) | 1810 Dendro (Wohnstallhaus); um 1900 (Scheune)                                                  | Wohnhaus landschaftstypischer Fachwerkbau, jüngere Scheune in Massivbauweise, heimat- und baugeschichtlich von Bedeutung | 09307551 |
|                                         | Seitengebäude eines Dreiseithofes                                            | Pödelwitz 13 (Karte) | Um 1820                                                                                         | Fachwerkbau mit Thüringer-Leiter-Motiv, heimat- und baugeschichtlich von Bedeutung. Zwei Geschosse, unregelmäßige Achsen, Krüppelwalmdach, giebelständig, Erdgeschoss massiv, Obergeschoss offenliegendes Fachwerk. | 09256078 |
| Direkt Bild zu diesem Denkmal hochladen | Häuslerhaus                                                                  | Pödelwitz 14 (Karte) | 1796 Dendro                                                                                     | Wohnhaus landschaftstypischer Fachwerkbau, heimat- und baugeschichtlich von Bedeutung | 09307552 |
| Direkt Bild zu diesem Denkmal hochladen | Häuslerhaus                                                                  | Pödelwitz 15 (Karte) | 1706 Dendro                                                                                     | Wohnhaus landschaftstypischer Fachwerkbau, heimat- und baugeschichtlich von Bedeutung | 09307553 |
| Direkt Bild zu diesem Denkmal hochladen | Wohnhaus (Umgebinde) eines ehemaligen Vierseithofes                          | Pödelwitz 20 (Karte) | 1786                                                                                            | Fachwerkbau mit Umgebinde, Zeugnis der westsächsischen Umgebindehauslandschaft, ortsbildprägende Lage, heimat- und baugeschichtlich von Bedeutung. - Umgebindehaus: zwei Geschosse, unregelmäßige Achsen, Krüppelwalmdach, giebelständig, Erdgeschoss und Obergeschoss verputzt, Giebel offenliegendes Fachwerk - Stall und Altenteil (2009 abgerissen): zwei Geschosse, unregelmäßige Achsen, Krüppelwalmdach, giebelständig, Erdgeschoss massiv, Obergeschoss offenliegendes Fachwerk, originale Fensteröffnungen im Obergeschoss - Scheune (2009 abgerissen): offenliegendes Fachwerk, datiert laut Aussage auf abgebrochener Toranlage | 09256073 |
| Direkt Bild zu diesem Denkmal hochladen | Ehemaliger Gasthof                                                           | Pödelwitz 21 (Karte) | 1716 Dendro                                                                                     | Im Kern landschaftstypischer Fachwerkbau, ehemalige Gaststube mit bemerkenswerter Brettdecke, heimat- und baugeschichtlich von Bedeutung | 09307554 |
| Direkt Bild zu diesem Denkmal hochladen | Wohnhaus eines Bauernhofes                                                   | Pödelwitz 27 (Karte) | Im Innern bezeichnet mit 1731                                                                   | Obergeschoss Fachwerk, wahrscheinlich verputztes Umgebinde, im Inneren Wohnstube mit Balkenlagen sowie Inschrift und springender Hirsch auf dem Türbalken, heimat- und baugeschichtlich von Bedeutung. Wahrscheinlich verputztes Umgebinde, innen: Wohnstube mit Balkenlagen und Inschrift IGP 1731, dazwischen springender Hirsch im Türbalken. Scheune und Stall ruinös, Abbruch 2004 festgestellt. | 09257282 |
| Direkt Bild zu diesem Denkmal hochladen | Wohnhaus eines Dreiseithofes                                                 | Pödelwitz 29 (Karte) | 1700 Dendro                                                                                     | Landschaftstypischer Fachwerkbau mit aufwändiger Giebelgestaltung (Andreaskreuze), heimat- und baugeschichtlich von Bedeutung | 09307555 |

## Saasdorf
| Bild                                    | Bezeichnung                                                               | Lage               | Datierung                                                  | Beschreibung | ID       |
| --------------------------------------- | ------------------------------------------------------------------------- | ------------------ | ---------------------------------------------------------- | --- | -------- |
|                                         | Transformatorenstation                                                    | Saasdorf (Karte)   | Um 1925                                                    | Pagodentyp, im Detail gut erhaltenes Beispiel aus einer Gruppe ähnlicher Bauwerke, historisches Zeugnis der Elektrifizierung, technikgeschichtlich von Bedeutung. Quadratischer Grundriss, Zeltdach, Laternenaufsatz, Klinkersockel, hölzerner Traufkasten. | 09258018 |
| Direkt Bild zu diesem Denkmal hochladen | Wohnhaus eines Dreiseithofes                                              | Saasdorf 2 (Karte) | Um 1720, später überformt                                  | Fachwerkgebäude mit Blockstube und Laubengang, dieser mit Andreaskreuzen, heimat- und baugeschichtlich von Bedeutung. - Wohnhaus: zwei Geschosse in unregelmäßigen Achsen, Erdgeschoss in Ziegelmauerwerk, verputzt, Blockstube mit Brettdecke, Türstock bezeichnet und datiert„B. St. 1844“ (wahrscheinlich Umbau betreffend), Obergeschoss Fachwerk mit Andreaskreuzen und Laubengang - nördliches Seitengebäude: zweigeschossiger Ziegelbau mit Satteldach - südliches Seitengebäude: Zwei geschossig, klinkergegliederte Putzfassade, Pultdach - Toreinfahrt: Sandsteinpfeiler mit Radabweisern Die beiden Seitengebäude und die Toreinfahrt 2017 aufgrund des gefährdeten Zustandes bzw. geringerem Denkmalwert gestrichen. Scheune (Ziegelbau mit Sandsteinelementen, Satteldach mit Fledermausgaupen) 2017 als Abbruch eingetragen, Gebäude bis auf Reste eingestürzt. | 09258021 |
|                                         | Seitengebäude, Toreinfahrt (mit Pforte) und Hofpflaster eines Bauernhofes | Saasdorf 3 (Karte) | Um 1840 (Seitengebäude); bezeichnet mit 1836 (Toreinfahrt) | Fachwerkbau mit Thüringer-Leiter-Motiv, Teil der historischen Ortskernbebauung, heimat- und baugeschichtlich von Bedeutung. - Seitengebäude (Stall und Altenteil): Erdgeschoss massiv, Obergeschoss offenliegendes Fachwerk, Giebelseite verputzt, originale Sandsteintürgewände - Sandsteintorpfeiler | 09258022 |

## Schnaudertrebnitz
| Bild                                    | Bezeichnung                | Lage                         | Datierung | Beschreibung | ID       |
| --------------------------------------- | -------------------------- | ---------------------------- | --------- | --- | -------- |
| Direkt Bild zu diesem Denkmal hochladen | Wohnhaus eines Bauernhofes | Schnaudertrebnitz 9 (Karte)  | Um 1820   | Im Kern Fachwerkbau, ursprünglich wohl mit Laubengang, heimat- und baugeschichtlich von Bedeutung. - Wohnhaus: zwei Geschosse, giebelständig, teils Fachwerk, teils massiv, Obergeschoss offenliegendes Fachwerk - große Querscheune: verputzt mit Fledermausgauben Scheune vor 2012 abgebrochen. | 09258212 |
| Direkt Bild zu diesem Denkmal hochladen | Wohnhaus eines Bauernhofes | Schnaudertrebnitz 18 (Karte) | Um 1730   | Fachwerkgebäude über winkligem Grundriss, Andreaskreuze im Giebel, eines der ältesten im Ort erhaltenen Gebäude, heimat- und baugeschichtlich von Bedeutung. Zwei Geschosse, giebelständig, Erdgeschoss massiv, Obergeschoss und Giebel offenliegendes Fachwerk.                                  | 09258209 |

## Wischstauden
| Bild                                    | Bezeichnung                                                                            | Lage                      | Datierung                                     | Beschreibung | ID       |
| --------------------------------------- | -------------------------------------------------------------------------------------- | ------------------------- | --------------------------------------------- | --- | -------- |
| Direkt Bild zu diesem Denkmal hochladen | Wohnhaus und zwei Seitengebäude eines ehemaligen Vierseithofes (Gut Kleinwischstauden) | Leipener Straße 7 (Karte) | Um 1780 (Bauernhaus); um 1820 (Seitengebäude) | Herrschaftlich anmutendes Wohnhaus in spätbarocken Formen, verputztes Fachwerkobergeschoss, Mansarddach, Seitengebäude Fachwerkbauten, durch Bauform und Größe herausstechendes Bauerngut, ortsbildprägende, heimat- und baugeschichtliche Bedeutung. - Wohnhaus: zwei Geschosse, neun Achsen, Mansarddach, Mittelrisalit, Sandsteinsockel, Sandsteintür- und Fenstergewände im Erdgeschoss, Obergeschoss teils Fachwerk verputzt - Seitengebäude: Sandsteinsockel, massives Erdgeschoss, verputzt, Obergeschoss Fachwerk, Kreuzgewölbe im Keller | 09258015 |

## Ehemalige Denkmäler

### Ehemalige Denkmäler (Groitzsch)
| Bild                                    | Bezeichnung                      | Lage                       | Datierung | Beschreibung | ID       |
| --------------------------------------- | -------------------------------- | -------------------------- | --------- | --- | -------- |
| Direkt Bild zu diesem Denkmal hochladen | Wohnhaus in halboffener Bebauung | Mühlstraße 22 (zu) (Karte) | Um 1840   | Gebäude mit einfacher Putzfassade, als Teil der historischen Ortsbebauung, heimat- und baugeschichtlich von Bedeutung. Das Gebäude besteht aus zwei Geschossen, sieben Achsen, das Erdgeschoss massiv, im Obergeschoss Fachwerk verputzt. Zwischen 2015 und 2017 abgerissen.                                                                        | 09257965 |
| Direkt Bild zu diesem Denkmal hochladen | Wohnhaus in halboffener Bebauung | Mühlstraße 22 (zu) (Karte) | Um 1800   | Schlichter Putzbau, im Obergeschoss verputztes Fachwerk, als Teil einer historischen Ortsbebauung heimat- und baugeschichtlich von Bedeutung. Das Gebäude besitzt zwei Geschosse, 5:2 Achsen, Krüppelwalmdach, im Erdgeschoss Backstein, im Obergeschoss Fachwerk verputzt, originale Fensterlaibungen aus Holz. Zwischen 2015 und 2017 abgerissen. | 09257962 |

### Ehemaliges Denkmal (Audigast)
| Bild                                    | Bezeichnung                    | Lage                | Datierung | Beschreibung | ID       |
| --------------------------------------- | ------------------------------ | ------------------- | --------- | --- | -------- |
| Direkt Bild zu diesem Denkmal hochladen | Wohnhaus mit Werkstattschuppen | Audigast 69 (Karte) | Um 1780   | Ländliches Wohnhaus, im Obergeschoss Fachwerk, ein gut erhaltenes Gebäude von ortsbildprägendem Charakter, heimat- und baugeschichtlich von Bedeutung. Das Gebäude besitzt zwei Geschosse in unregelmäßigen Achsen, ein Krüppelwalmdach, das Erdgeschoss massiv mit verputztem Backstein, das Obergeschoss und die Giebel mit offenliegendem Fachwerk mit Lehmausfachung, der Querschuppen hat ein Geschoss und besteht aus verputztem Backstein. Zwischen 2018 und 2020 abgerissen. | 09258039 |

## Tabellenlegende
- Bild: Bild des Kulturdenkmals, ggf. zusätzlich mit einem Link zu weiteren Fotos des Kulturdenkmals im Medienarchiv Wikimedia Commons. Wenn man auf das Kamerasymbol klickt, können Fotos zu Kulturdenkmalen aus dieser Liste hochgeladen werden:
- Bezeichnung: Denkmalgeschützte Objekte und ggf. Bauwerksname des Kulturdenkmals
- Lage: Straßenname und Hausnummer oder Flurstücknummer des Kulturdenkmals. Die Grundsortierung der Liste erfolgt nach dieser Adresse. Der Link (Karte) führt zu verschiedenen Kartendiensten mit der Position des Kulturdenkmals. Fehlt dieser Link, wurden die Koordinaten noch nicht eingetragen. Sind diese bekannt, können sie über ein Tool mit einer Kartenansicht einfach nachgetragen werden. In dieser Kartenansicht sind Kulturdenkmale ohne Koordinaten mit einem roten bzw. orangen Marker dargestellt und können durch Verschieben auf die richtige Position in der Karte mit Koordinaten versehen werden. Kulturdenkmale ohne Bild sind an einem blauen bzw. roten Marker erkennbar.
- Datierung: Baubeginn, Fertigstellung, Datum der Erstnennung oder grobe zeitliche Einordnung entsprechend des Eintrags in der sächsischen Denkmaldatenbank
- Beschreibung: Kurzcharakteristik des Kulturdenkmals entsprechend des Eintrags in der sächsischen Denkmaldatenbank, ggf. ergänzt durch die dort nur selten veröffentlichten Erfassungstexte oder zusätzliche Informationen
- ID: Vom Landesamt für Denkmalpflege Sachsen vergebene, das Kulturdenkmal eindeutig identifizierende Objekt-Nummer. Der Link führt zum PDF-Denkmaldokument des Landesamtes für Denkmalpflege Sachsen. Bei ehemaligen Kulturdenkmalen können die Objektnummern unbekannt sein und deshalb fehlen bzw. die Links von aus der Datenbank entfernten Objektnummern ins Leere führen. Ein ggf. vorhandenes Icon  führt zu den Angaben des Kulturdenkmals bei Wikidata.

## Ausführliche Denkmaltexte
1. ↑  Wohnhaus mit zwei Nebengebäuden und Torbogen sowie Garten (Südstraße 9):

1928/29 im Auftrag von Dr. med. O. Zschunke errichtetes Wohnhaus mit Praxis, nach Entwurf der Leipziger Architekten Bornmüller & Arzt. Baudaten und Initialen des Bauherrn und der Architekten am sandsteinernen Fenstervorbau in der Mitte Wohnhauses festgehalten: O. Z. BLLR. + A. 1928-29. Zweigeschossiger Bau mit stumpfwinklig zugeordneten Nebengebäuden, hierdurch repräsentative Dreiflügelanlage, deren geschlossene Wirkung mittels gleichartiger Fassadengestaltung an allen Gebäudeteilen erzielt wird. Die kräftige kontrastvolle Farbgebung – heller Sockel, grobkörniger roter Putz der Partien darüber und Schieferdeckung – ist für die Architektur der 1920er Jahre charakteristisch. Hervorhebenswert sind einige Bauelemente, die das Erscheinungsbild besonders bereichern, wozu außer dem bereits genannten Fenstervorbau mit floralem Schmuck an der Front der spitzbogige Durchgang zum Garten zwischen Haupthaus und Garagennebengebäude sowie der pavillonartige Wintergarten mit Spitzdach auf der rückwärtigen Seite gehören. Die hohe Qualität der Gebäude zeigt sich auch in der sorgfältigen und liebevollen Ausbildung der Details, beispielsweise die kunstvollen Fenster- und Balkongitter in Art-Déco-Formen. Auf die Bestimmung des Hauses als Arztwohnung und -praxis weist ein Relief über der Tür mit der Darstellung des barmherzigen Samariters hin. Auch im Innern Ausstattung der Entstehungszeit vorhanden (Kamin, Deckenstuck).

Zum anspruchsvollen Erscheinungsbild des Anwesens trägt der umgebende Garten entscheidend bei. Er ist auf leicht abfallendem Gelände angelegt und enthält verschiedene historische Gestaltungselemente wie die rückseitigen Terrassen, die Baumreihe an der Garageneinfahrt und originale Wegpflasterung. Zum ursprünglich Baubestand gehört auch die Einfriedung mit Sockel und Pfeiler in Natursteinmauerwerk, die Drahtgitterfelder und -tore allerdings neu.

Aufgrund seiner Gestaltungsart und künstlerischen Qualität nimmt das Anwesen einen hohen Rang unter den Baudenkmalen in Groitzsch ein. Einerseits verweist es auf die bauliche Entwicklung der Kleinstadt in den 1920er Jahren und verkörpert damit einen ortsentwicklungsgeschichtlichen Aussagewert; anderseits hat es als architektonisch sehr interessantes Beispiel des gehobenen Wohnungsbaues jener Zeit baugeschichtliche und baukünstlerische Bedeutung. Zudem dokumentiert es die Bautätigkeit der Architekten Bornmüller & Arzt, die in der ersten Hälfte des 20. Jahrhunderts mit wichtigen Beiträgen am Bauschaffen in Leipzig und Umgebung teilnahmen.
2. ↑  Saasdorfer Straße 2 in Altengroitzsch:

Die gepflegte Hofanlage ist auf Grund ihrer Größe und Ausprägung ein wesentlicher Bestandteil der Ortsstruktur. Es handelt sich um einen stattlichen Vierseithof, dessen Bauten Einblick in die bauliche Entwicklung eines regionaltypischen Bauernanwesens im späten 19. und frühen 20. Jahrhunderts geben. In dieser Zeit sind in offenbar recht kurzer Abfolge die Hofbauten weitgehend erneuert worden. Dabei wurde auch aus dem ursprünglichen Dreiseithof ein Vierseithof. Für die Anschaulichkeit und Nachvollziehbarkeit dieses Prozesses ist wesentlich, dass sich mit dem nördlichen Seitengebäude noch ein Hofbestandteil in der traditionellen Fachwerkbauweise erhalten hat. Dieses Gebäude aus der Zeit um 1800 stellt für sich gesehen schon durch seine Oberlaube einen bedeutenden Aussagewert dar.

Die um 1900 neu entstandenen, in moderner Massivbauweise errichteten Bauten künden von der damals offensichtlich stark gestiegenen Leistungsfähigkeit der Landwirtschaft, damit verbunden auch vom Anspruch und Repräsentationsbedürfnis der Hofbesitzer. Insbesondere dokumentiert sich dies in dem 1904 errichteten Wohnhaus. Der zweigeschossige, an städtischen Bauformen orientierte Bau zeigt sich reich dekoriert, wobei vor allem das zweifarbig verklinkerte Obergeschoss aufwändig mit Schmuckformen ausgestattet ist. Dadurch und mit seiner massigen Kubatur setzt sich das Wohnhaus im Straßenbild unübersehbar in Szene. In dem kirchenlosen Ort bildet es die wesentliche städtebauliche Dominante. Auch das kleine, straßenbegleitende Seitengebäude ist mit Ziegelbändern der städtebaulichen Situation angepasst ausstaffiert, während die rückwärtigen Stallungen und die Scheune sehr schlicht im Sinne von Nutzbauten gestaltet sind.

Der Vierseithof dokumentiert die bäuerliche Lebens- und Arbeitsweise früherer Zeiten in der Region und erlangt dadurch orts- und heimatgeschichtliche Bedeutung. Zudem veranschaulicht er, wie durch geänderte wirtschaftliche und soziale Bedingungen in jüngerer Vergangenheit tradierte Bauformen in gewissem Maße bewusst aufgegeben wurden und die Besitzer bäuerlicher Güter je nach Möglichkeit den Baumoden der Stadt nacheiferten. Es wird erkennbar, wie sich die industrielle Produktion mit ihren Erzeugnissen (Klinker, Stuckelemente etc.) auch auf die Entwicklung des ländlichen Bauwesens auswirkte. Damit ist sein baugeschichtlicher Aussagewert verbunden.

Die Bedeutung, die die Hofanlage für das Ortsbild hat, ergibt sich aus ihrer Stellung im Ortsgefüge. Während die anderen Gehöfte des Dorfes zur Niederung der Schwennigke hin leicht versteckt liegen, präsentiert sich das in Rede stehende Anwesen in stattlicher Größe an der vorbeiführenden Verkehrsstraße.
3. ↑  Teichstraße 10 in Altengroitzsch:

Das zweigeschossige Wohnhaus lässt noch deutlich die Merkmale eines Umgebindehauses erkennen. Laut Datierung an der Türrahmung in der Wohnstube entstand das Gebäude 1784. Zur Geschichte des Hauses gehören einige Veränderungen, u. a. die in DDR-Zeiten (1968) ausgeführte Erneuerung des vorderen Giebels. Dagegen zeigen sich die Gebäudelängsseiten mit dem Fachwerk im Obergeschoss in der ursprünglichen Form. Die zweirieglige Konstruktion des Fachwerks ist typisch für die Entstehungszeit. Ein charakteristisches Element ist zudem der Mittelstiel in den Gefachen der Fensterbrüstungen. auch als Thüringer-Leiter-Motiv bezeichnet (nicht durchgehend erhalten). An der Abfolge des Fachwerkes ist ablesbar, dass die Anordnung der Fenster hin und wieder geändert wurde. Es ist stark zu vermuten, dass die Teile der Bohlenstube, wozu eine Brettdecke mit Unterzug gehörte, die bei der Denkmalerfassung von 1952 beschrieben wurden, noch erhalten sind.

Das Seitengebäude, das vorwiegend als Stall diente, ist ein ebenfalls zweigeschossiger, allerdings massiv ausgeführter Bau. Es hat ein Satteldach. In Richtung Hofeinfahrt besteht ein niedrigerer Anbau. Dem Aussehen nach stammen das Seitengebäude und der Anbau aus dem 19. Jahrhundert. 1874 (laut Inschrift) entstand die Einfahrt mit den drei Torpfeilern und der von einem sehr flachen Bogen überfangenen Leutepforte. Der verwendete, weiche Zeitzer Sandstein ist ein regionaltypisches Material für die Gestaltung derartiger Toranlagen.

Die beiden genannten Gebäude und die Toranlage veranschaulichen die Entwicklung der bäuerlichen Bauweise in Westsachsen in früherer Zeit. Eine besondere Rolle spielt dabei die Ausführung des Wohnhauses als Umgebindehaus. Es dokumentiert, dass diese Konstruktionsweise früher auch im Leipziger Raum, insbesondere in der Pegauer und Groitzscher Gegend, verbreitet war und wenigstens bis ins späte 18. Jahrhundert ausgeführt wurde. Der Aussagewert zur Bauentwicklung steht in engem Verhältnis zum Aussagewert für die bäuerliche Lebensweise. Die Denkmalobjekte zeigen, wie die Menschen in der Vergangenheit am Ort und in der Region wohnten und arbeiteten. Unter diesen Aspekten erlangen sie heimat- und baugeschichtliche Bedeutung.
4. ↑  Herrenhaus, zwei Wirtschaftsgebäude und Toranlage des Rittergutes Auligk unteren Teils, Unterhof:

Das Dorf Auligk teilt in zwei Hälften, den Oberteil und den Unterteil. Zum Oberteil gehörte ein Rittergut, genannt Auligk obern Teils. Der Unterteil hatte sogar zwei Rittersitze, die bis 1603 zusammengehörten. Seitdem waren sie eigenständig und teilten sich in die gutsherrlichen Rechte. Zur Unterscheidung der beiden Gutskomplexe, die sich, durch die Dorfstraße getrennt, einander gegenüberlagen, sprach man vom Unter- und Oberhof. Der hier beschriebene Unterhof befindet sich auf der Westseite der Straße in unmittelbarer Nachbarschaft zur Kirche. Von den Baulichkeiten seines ausgedehnten Gutshofes sind das Herrenhaus, das langgestreckte Seitengebäude der Südwestseite und das Seitengebäude der Nordostseite erhalten. Die den Hof auf der Nordwestseite abschließende historische Bebauung fehlt heute.

Das Herrenhaus entstand nach der straßenseitigen Inschrift 1810. Es ist möglich, dass das Gebäude noch ältere Bauteile enthält. Bauherr und Besitzer zu damaliger Zeit war Friedrich August Immanuel von Goerschen.

Entsprechend dem Geschmack der Zeit zeigt das Herrenhaus die Stilmerkmale des Klassizismus oder – als klassizistische Variante – des Biedermeier. Kennzeichnend ist eine elegante, insgesamt eher schlichte Gestaltung. So wirkt der zweigeschossige Bau mit Walmdach vor allem durch seine ausgewogenen Proportionen und feinen Akzentuierungen. Ein dreiachsiger Risalit betont die Mitte der Hauptfassade. Unter seinem Dreieckgiebel ist ein Fries angeordnet, geschmückt mit Reliefs (Amoretten und Frauenmasken). Der Putz und die Fenster des Gebäudes stammen heute weitgehend von einer in DDR-Zeiten vorgenommenen Erneuerung. Anhand historischer Darstellungen lässt sich jedoch gut nachzuvollziehen, dass zur ursprünglichen Außengestaltung einst ein Glattputz, mehrfach geteilte Fenster mit schlichten Rahmungen sowie Fensterläden im Erdgeschoss gehörten.

Die Seitengebäude des Unterhofes gehen ihrem Aussehen nach ebenfalls auf das frühe 19. Jahrhundert zurück. Vermutlich wurden sie in etwa zeitgleich mit dem Herrenhaus errichtet. Es handelt sich um zweigeschossige Bauten, im Erdgeschoss massiv und im Obergeschoss in Fachwerk ausgeführt. Das südwestliche Seitengebäude hat einen Kopfteil, der vollständig aus Mauerwerk besteht, rückwärtig (nordwestlich) wird es durch einen niedrigerer Gebäudetrakt verlängert, dessen Obergeschoss eine Verbretterung aufweist. In dem sich über die ganze südwestliche Hofseite erstreckenden Wirtschaftsbau waren vorwiegend Stallungen untergebracht, im vorderen Bereich des Obergeschosses befanden sich wohl einige Knechtstuben. Das Seitengebäude der gegenüberliegenden Hofseite, das im hinteren Bereich steht, diente offensichtlich als Remise und wohl auch als Pferdestall. Ausschlaggebend für das Erscheinungsbild der Seitengebäude insgesamt ist die ausgeprägte Regelmäßigkeit ihrer zweiriegligen Fachwerkkonstruktion. Das Rittergut Auligk untern Teils, Unterhof, blieb bis ins 20. Jahrhundert hinein im Besitz derer von Goerschen.

Die denkmalrelevanten Aussagewerte der ehemaligen Rittergutsanlage Unterhof in Auligk sind vielschichtig. Zum einen ist es ein wichtiges Dokument für die Ortsgeschichte. Doch reicht die historische Aussagefähigkeit weit über den örtlichen Rahmen hinaus. Der Adel und die mit ihm verbundenen Rittergüter waren über Jahrhunderte tragende Elemente für die Wirtschafts- und Sozialstruktur in den ländlichen Bereichen Sachsens. Somit spielt der gesellschafts- und kulturgeschichtliche Aspekt bei der Denkmalbedeutung ebenso eine wichtige Rolle. Die Rittergutsanlage bezeugt die Lebens- und Wirtschaftsweise einer über lange Zeit herrschenden Gesellschaftsschicht in der Vergangenheit. Im Speziellen veranschaulicht sie diese am Beispiel der Familie von Goerschen, die zum Uradel Mitteldeutschlands gehörte und ihre Blütezeit vom 18. bis zum 20. Jahrhundert erlebte. Hierein fiel auch die vorhandene bauliche Ausprägung des Unterhofes Auligk, der einer der Hauptsitze der Familie von Goerschen war.

Die Baulichkeiten des Ritterguts bilden ein Funktionsgefüge, das für das Verständnis einer solchen Anlage von großer Bedeutung ist. In der Architektur der Rittergüter, insbesondere ihrer Herrenhäuser, fanden die Privilegien und Ansprüche der Eigentümer sichtbaren Ausdruck. Neben den Kirchen sind die Herrenhäuser in der Regel die gestalterisch herausgehobenen Bauten am Ort, wie auch dieser Fall zeigt. Für die baugeschichtliche und baukünstlerische Entwicklung der Herrenhäuser in Westsachsen hat das Wohngebäude des Unterhofes aufgrund der klassizistischen bzw. biedermeierlichen Ausprägung einen wichtigen Stellenwert, da vergleichbare Bauten dieser Stilart in der Region relativ selten vorkommen. Die ortsbildprägende (städtebauliche) Bedeutung der Baulichkeiten des ehem. Rittergutes Auligk untern Teils, Unterhof, ergibt sich aus der Lage im Ortsgefüge, dabei trägt vor allem das Herrenhaus im Zusammenspiel mit der benachbarte Kirche zur Unverwechselbarkeit des Dorfbildes bei.